# Danh sách phụ kiện và vũ khí trong Thủy thủ Mặt Trăng
Trong Thủy thủ Mặt Trăng, mỗi Chiến binh thủy thủ đều có những món phụ kiện và vũ khí đặc biệt để chiến đấu với kẻ xấu. Có rất nhiều những phụ kiện góp phần không nhỏ trong cốt truyện cũng như trong các phiên bản phim. Đa số chúng đều đến từ Lâu đài Thiên niên Kỷ bạc, đặc biệt có một món số vũ khí được đưa vào dựa theo Thần thoại Hy Lạp và truyền thuyết dân gian.

## Phụ kiện biến hình

### Trâm cài biến hình

Trâm cài biến hình của Usagi (hình ảnh trong Anime 90s)

Trâm Cài Biến Hình (The Transformation Brooch) là vật dụng biến hình đầu tiên của Usagi. Luna đã đưa nó cho cô ngay từ đầu series dùng để biến thân thành nữ chiến binh Sailor Moon bằng cách hô to câu lệnh "Moon Prism Power, Make Up!".
Usagi đeo cái trâm này ngay ngực, trước cái nơ của bộ đồng phục học sinh. Nhờ đó cô luôn sẵn sàng hóa thân trong bất kì tình huống nào. Đây cũng là điểm chung của những loại trâm cài sau này của cô.
Trong cả phiên bản Manga và Anime thì cái trâm cài này đều bị vỡ và không thể sử dụng được nữa. Nhưng sau đó nó được nâng cấp thành Crystal Star sau khi phần trâm còn sót lại hợp cùng Pha Lê Ảo Ảnh (Ginzuishou). Tuy nhiên, vẫn có sự khác nhau cho sự biển đổi này.
Ở Manga, Trâm Cài bị vỡ ở Act 14 khi Sailor Moon sử dụng sức mạnh của Pha Lê Ảo Ảnh trong trận chiến chiến cuối cùng để tiêu diệt Queen Metalia, sức công phá quá lớn đến độ chiếc trâm bị vỡ vụn. May mắn thay, Usagi đã dùng sức mạnh của viên Pha Lê để bay đến Moon Kingdom, tại đây cô đã tạo ra Crystal Star và có thể biến thành Sailor Moon một lần nữa.
Còn trong Anime, Trâm Cài được nâng cấp ở Ep. 51 sau khi nó bị phá vỡ bởi Reci, một Cardian. Sailor Moon và các Inner Senshi dường như bất lực trước Reci khi suýt chết khi bị nó hút cạn năng lượng. Usagi và Luna bị hút vào vùng năng lượng của Reci và linh hồn của Queen Serenity đã xuất hiện và cứu họ. Một cuộc đối thoại ngắn giữa công chúa và nữ hoàng diễn ra tại Moon Kingdom và Trâm Cài đã được nâng cấp thành Crystal Star khi sáp nhập cùng Pha Lê Ảo Ảnh.
- Chú thích thêm:

- Mặc dù các thiết kế khác nhau giữa 2 phiên bản Manga và Anime nhưng cả hai đều có những viên đá quý với màu sắc đại diện cho các Inner Senshi. Viên đá lớn mà hồng ở tâm đại diện cho Sailor Moon, trên cùng là màu đỏ của Mars, màu lục bên trái là Jupiter, cam bên phải của Venus và phía dưới là màu xanh của Mercury.
- The Transformation Brooch là trâm cài duy nhất của Usagi mà không có gắn Pha Lê Ảo Ảnh. Nó không là mặt dây chuyền và cũng không thể mở ra được. Không giống các trâm cài biến hình khác, Usagi không cần cầm và chạm vào nó khi biến thân, chỉ cần hô to khẩu lệnh là được.
- Trâm cài biến hình không có một cái tên cụ thể như các trâm cài sau này của Sailor Moon (chẳng hạn như Crystal Star, Cosmic Heart,...) Ngoài ra, cụm từ "Transformation Brooch" được dùng nhiều để chỉ chung các trâm cài của Sailor Moon và ChibiMoon.
- Tất cả các trâm cài đều được nâng cấp từ cái trước nó, điều đó có nghĩa, The Transfomation Brooch luôn được dùng đến.

### Bút ngụy trang
Bút ngụy trang (còn được gọi là Luna Pen) được Luna trao cho Usagi nhằm giúp cô có khả năng cải trang thành những thân phận khác nhau để thực hiện nhiệm vụ dễ dàng hơn. Mặc dù được Luna nhiều lần nhắc nhở, Usagi thỉnh thoảng vẫn sử dụng cây bút này vào những công việc cá nhân. Để biến thân, Usagi hô khẩu lệnh: "Moon Power, Change Me Into (disguise)" – Dịch nghĩa: "Năng lượng mặt trăng, hãy biến ta thành... (thân phận ngụy trang, ví dụ: y tá, bác sĩ...).
Bút ngụy trang không chỉ làm thay đổi ngoại hình, nó còn trang bị kiến thức và kĩ năng của thân phận ngụy trang cho Usagi. Ví dụ trong Episode 42 (Anime), khi Usagi ngụy trang thành một thủy thủ (một thủy thủ bình thường nhé!), cô cũng biết cách vận hành một chiếc Ca nô cao tốc.
Bút ngụy trang thường xuất hiện trong những phần đầu tiên trong Manga lẫn Anime. Đến sau phần Infinity, chúng ta không thấy Usagi sử dụng bút ngụy trang thêm một lần nào nữa. Có thể hiểu rằng, lúc này Usagi đã là một chiến binh dày dạn kinh nghiệm, cộng với việc có nhiều đồng đội ở bên mình nên việc sử dụng Bút ngụy trang có vẻ không cần thiết.
- Ghi chú khác:

- Trong tập 52, Luna nói rằng Usagi là người duy nhất có thể sử dụng Bút ngụy trang. Mặc dù vậy, trong tập 102, Minako đã sử dụng cây bút này để cải trang thành Thủy Thủ Mặt Trăng. Hoặc là Luna đã nói dối về việc này để tránh phát sinh rắc rối, hoặc Minako và Usagi có mối liên hệ đặc biệt và ngoại hình tương đồng (Minako là thủ lĩnh nhóm hộ vệ công chúa Serenity đồng thời từng thế thân công chúa trước khi Usagi thức tỉnh) nên Minako có thể sử dụng cây bút này.
- Trong Manga Codename: Sailor V, hộp phấn của Minako cũng có khả năng giúp cô cải trang thành những thân phận khác nhau. Không giống như Usagi, Minako sử dụng hộp gương này rất thường xuyên, kể cả sau khi cô gia nhập nhóm chiến binh thủy thủ.
- Trong Manga, Usagi nhận được Bút ngụy trang như một phần thưởng từ trò chơi điện tử Sailor V (rõ ràng Luna đã tác động bằng cách nào đó để Usagi và Ami có thể nhận được những cây bút biến thân thông qua trò chơi này). Usagi vẫn luôn nghĩ rằng đây chỉ là một cây bút xinh đẹp cho đến khi Luna tiết lộ cho cô biết đây là một cây bút có phép thuật. Trong Anime 90s, Luna đã đưa bút ngụy trang trực tiếp cho Usagi và chỉ cô cách sử dụng.
- Ngoài khả năng biến hóa chủ nhân, Bút Ngụy Trang còn có thể biến hóa thành vật dụng cần thiết. Trong Act 4 (Manga), nó đã biến thành một cây dù để Usagi và Mamoru có thể đáp xuống mặt đất an toàn sau khi cả hai cùng ngã nhào từ ban công.
- Trong Anime 90s, Bút ngụy trang chưa bao giờ được sử dụng như một cây bút bình thường, thậm chí chưa bao giờ được mở nắp. Mặc dù vậy, những phác thảo của series anime cho thấy nó có thể mở nắp và sử dụng như một cây bút mực.

### Bút biến hình
Bút biến hình là vật dụng đầu tiên của các Chiến binh thủy thủ dùng để hóa thân thành những Chiến binh Thủy thủ (Sailor Soldiers). Các cô gái sẽ hô to khẩu lệnh Mercury/Mars/Jupiter/Venus Power, Make Up! Để biến thân thành Sailor Mercury, Sailor Mars, Sailor Jupiter, Sailor Venus. Mercury, Mars và Jupiter nhận Bút Biến Hình từ Luna, còn Venus từ Artemis.
Trong Manga, Ami nhận được chiếc bút này như là phần thưởng từ Sailor V Game, cũng lúc này Usagi có được bút cải trang. Rei và Makoto nhận được chiếc bút ở giữa các trận chiến, còn Minako đã có ngay từ đầu của truyện Codename: Sailor V. Trong trận chiến chống lại Nữ hoàng Metalia, các chiến binh đã truyền sức mạnh qua các chiếc bút này để cứu sống Sailor Moon và Tuxedo Mặt Nạ khi cả hai bị Metalia hấp thụ. Tuy nhiên, bởi lượng sức mạnh quá lớn, điều này đã khiến những cây bút bị vỡ nát và các chiến binh cũng hi sinh tại trận chiến này. May mắn thay sau đó Sailor Moon đã cứu sống được họ bằng sức mạnh của viên Pha Lê Ảo Ảnh, và Luna cùng Artemis đã đổi cho các chiến binh những Star Power Stick ở đầu Arc thứ hai.
Trong Anime, nguồn gốc và chức năng của những cây bút biến hình không khác mấy so với bản Manga, chỉ khác là Ami có được khi bị một con youma tấn công, còn Rei thì nhặt được vì Luna cố tình để lại đền Hikawa. Cũng giống trong Manga, các chiến binh có thể truyền sức mạnh của họ thông qua những cây bút này. Những cây bút này có hình dáng giống nhau, và dễ dàng phân biệt bởi vòng tròn còn gắn biểu tượng các hình tinh của họ kèm với màu sắc thân bút khác nhau (Mercury là màu xanh nhạt, Mars màu đỏ, Jupiter màu xanh lá còn Venus là màu cam). Các cô gái chưa từng dùng nó để viết bất cứ gì.
- Chú thích thêm:

- Trong Manga, Minako có cây bút rất đặc trưng và khác biệt. Nhưng trong Anime 90s thì bút của cô cũng giống của các đồng đội khác.
- Ami dùng cây bút này như một cây bút thông thường trước khi biết mục đích chính của nó. Không biết cây bút có phép thuật của Ami có giống như bút của Minako hay không? Như đã biết, cây bút của Minako còn có những khả năng khác giúp cô làm tốt các văn bản.
- Không xác định được điều gì đã xảy ra cho những cây bút biến thân của các chiến binh trong Anime. Chúng không xuất hiện nữa và được thay thế bằng những Star Power Stick.
- Không có mẫu Bút Biến Hình nào được sản xuất chính thức mặc dù có nhiều bản fanmade. Giải thích cho lí do này, có lẽ bởi đây là những sản phẩm chỉ xuất hiện ở phần đầu tiên của cả series, không ai biết được nó có thành công như sau này nên nhà sản xuất chỉ chi một số tiền không nhiều cho các sản phẩm ở phần này.

### Gậy sức mạnh ngôi sao
Gậy sức mạnh ngôi sao (Star Power Stick) xuất hiện trong Arc Black Moon, Luna và Artemis đã thay thế những Bút biến hình bằng những Gậy ngôi sao cho các Thủy thủ.
Cũng lúc này, những chiếc đồng hồ đeo tay có chức năng giữ liên lạc giữa các chiến binh cũng được đổi mới. Không rõ nguồn gốc của những đồ vật này xuất phát từ đâu, có thể đây là những thứ còn sót lại của Thiên Niên Kỷ Bạc, hoặc có thể chính Luna và Artemis đã tạo ra chúng.

Gậy biến hình Ngôi sao của các Thủy thủ (hình ảnh trong phim Sailor Moon Crystal)

Các Thủy thủ sử dụng Star Power Stick để biến thân thành Sailor Mercury, Sailor Mars, Sailor Jupiter, Sailor Venus bằng khách hô to khẩu lệnh Mercury/Mars/Jupiter/Venus Star Power, Make Up!
Những Star Power Stick trong lần cuối sử dụng có sự khác biệt giữa bản manga và anime. Bắt đầu từ Arc thứ 3, các Thủy thủ đã thay đổi khẩu lệnh biến thân thành [Tên hành tinh tương ứng] Planet Power, Make Up! (giống với khẩu lệnh của các Outer) mà không cần bất cứ thiết bị hỗ trợ nào khác. Có lẽ sự thay đổi này chính là quyền năng mà Neo-Queen Serenity đã ban tặng cho các Thủy thủ ở cuối Arc Black Moon. Trong Anime, các Star Power Stick được Pegasus nâng cấp lên thành Crystal Change Rod, cho phép họ biến thân thành dạng Super.
- Chú thích thêm:

- Cái tên "Star Power Sticker" xuất phát từ bản đồ chơi đũa phép được Bandai sản xuất.
- Các phiên bản đồ chơi của Star Power Stick đều có chức năng chứa dung dịch nước sơn móng tay. Đã có một loại đồ chơi là lọ nước sơn móng tay có hình dáng của những chiếc Stick này. Đó là lý do tại sao ở phần đầu của màn hóa thân, các Thủy thủ đều sơn móng như thế, một chiêu quảng cáo thực sự rất tinh tế.
- Không giống như Bút biến hình, các Thủy thủ không sử dụng nó nhưng một công cụ để truyền tải năng lượng.

### Trâm cài hình trái tim
Trâm cài hình trái tim (Prism Heart Compact) là dụng cụ biến thân đầu tiên của Chibiusa. Để trở thành Sailor Chibi Moon, cô phải hô to khẩu lệnh "Moon Prism Power, Make Up!" (giống hệt câu lệnh mà mẹ cô đã dùng để biến hình thành Sailor Moon).
Cả trong bản Manga lẫn Anime 90s đều không đưa ra nguồn gốc của chiếc trâm cài này. Nó chỉ xuất hiện cùng Chibiusa khi cô bé trở về thế kỷ 20 sau chuyến nghỉ hè kéo dài cùng cha mẹ và mọi người ở thế kỷ 30. Tuy nhiên, giả định hợp lý nhất là nó được tạo ra bởi mẹ cô bé, Neo-Queen Serenity. Có lẽ nó cùng được tạo ra với Cosmic Heart Compact và Spiral Heart Moon Rod, hai vậy được trao cho Sailor Moon.

Trâm cài hình trái tim của Chibiusa (hình ảnh trong Anime 90s)

Trong Manga, viên Pha Lê Ảo Ảnh nằm trong Prism Heart Compact và nó cũng có thể tháo ra dễ dàng. Cũng giống như Usagi, Chibi Usa cũng gắn những chiếc trâm cài biến thân này trên chiếc nơ trước ngực của bộ áo đồng phục. Ở cuối Arc 3, Misstress 9 trong cơ thể của Hotaru Tomoe đã cướp lấy chiếc trâm có chứa viên pha lê bên trong. Vì Pha Lê Ảo Ảnh hợp nhất với chủ nhân của nó, cho nên khi bị cướp lấy Prism Heart Compact, Sailor Chibi Moon đã phải trở lại với hình dạng người thường, và cú sốc đột ngột đó đã khiến tim cô ngừng đập. Tuxedo Mask đã dùng khả năng trị thương của mình để duy trì mạng sống cô bé cho đến lúc linh hồn của Hotaru mang trả lại chiếc trâm cùng viên pha lê thì Chibi Usa có thể biến thân thành dạng chiến binh và tiếp tục tham gia trận chiến. Trong Arc thứ 4, chiếc Prism Heart Compact đã được nâng cấp thành Chibi Moon Compact bởi Pegasus.
Trong Anime, Prism Heart Compact không chưa viên Pha Lê Ảo Ảnh bên trong tuy nhiên vẫn giúp Chibi Usa có thể biến thân thành dạng chiến binh như trâm cài của Usagi. Cũng bởi do không có viên pha lê, nên vai trò của chiếc trâm này không thật sự quan trọng nhiều như trong Manga. Và cho đến đầu phần Super S, nó được nâng cấp thành Chibi Moon Compact bởi Pegasus.
- Chú thích thêm:

– Trong Anime, Prism Heart Compact không bao giờ được mở ra. Tuy nhiên trong Animation Artwork và đồ chơi thì có tiết lộ phía bên trong của chiếc trâm cài này như thế nào. Cuối cùng thì cùng không biết lí do chiếc trâm này có thể mở ra để làm gì nếu như bên trong nó không có bất kì thứ gì hết.
– Tên của chiếc trâm này không được nhắc đến trong cả hai phiên bản. Tuy nhiên, trong quyển Nakayoshi Anime aAlbum phát hành ở nửa mùa đầu phần S, nó được đề cập đến với hai cái tên là Pink Sugar Compact và Prism Heart Compact. Và do phiên bản đồ chơi của chiếc trâm này đã được Bandai sử dụng cái tên Prism Heart Compact.
– Trong Manga thì chiếc trâm này có hình trái tim. Tuy nhiên trong Anime, các đường nét này vẫn được giữ lại và được đặt trên một cái nền tròn.

### Gậy biến hình Pha Lê

Gậy biến hình mới của các Thủy thủ (cây gậy này chỉ xuất hiện trong phiên bản Anime 90s)

Gậy biến hình Pha Lê (Crystal Change Rods) là hình thái nâng cấp của những Star Power Sticks ở phần SuperS. Nó giúp các Thủy thủ biến thân thành dạng Super bằng cách hô to khẩu lệnh: Mercury/Mars/Jupiter/Venus Crystal Power, Make Up!
- Chú thích thêm:

- Hình ảnh bao quanh biểu tượng các hành tinh và xuất hiện ở phần nền sau khi các Inner Senshi hóa thân thành dạng Super là biểu tượng của những vũ khí mà các chiến binh dùng trong các chiêu thức tấn công của họ. Đàn hạc của Mercury (với chiêu Mercury Aqua Rhapsody), cánh cung và mũi tên của Mars (với chiêu Mars Flame Sniped), vòng hoa từ những lá sồi (với chiêu thức Jupiter Oak Evolution),  những bông hoa tình yêu (với chiêu thức Venus Love and Beauty Shock).
- Mặc dù cũng đạt đến hình thái Super, nhưng chúng ta không thấy các Thủy thủ ngoài Thái dương hệ sử dụng các công cụ biến thân hay bất cứ màn biến thân nào trong suốt phần Stars. Tuy nhiên các fanart đã làm điều này, họ đã sử dụng Crystal Change Rod, những hình ảnh bao quanh biểu tượng hành tinh và phần nền phía sau màn biến thân của họ, là Space Sword (Uranus), Deep Aqua Mirror (Neptune), Garnet Orb (Pluto) và Silence Glaive (Saturn).
- Cái tên "Crystal Change Rod" xuất phát từ một loại đồ chơi được Bandai sản xuất.
- Những đôi cánh trên các Rod được cho rằng đó là cánh của Pegasus, người đã trao sức mạnh để tạo ra những đồ vật này đầu tiên. Cũng giống như đôi cánh trên Kaleidomoon Scope và Crystal Carillon.

### The Lip Rod
The Lip Rod là những vật dụng biến thân của nhóm Thủy thủ ngoài Thái dương hệ (Outer). Haruka Tenoh, Michiru Kaioh và Setsuna Meioh dùng chúng để hóa thành Sailor Uranus, Sailor Neptune và Sailor Pluto bằng cách hô to khẩu lệnh: "Uranus/Neptune/Pluto Planet Power, Make Up!"
Trong Manga kể từ Arc thứ ba, ngoại trừ Sailor Moon và Sailor Chibi Moon, những Thủy thủ còn lại đều biến thân mà không cần thông qua bất kì dụng cụ phép thuật nào. The Lip Rod cũng chỉ có trong bản Anime, không giống như sự thống nhất về hình dáng, chỉ khác nhau biểu tượng hành tinh trên các vật dụng biến thân của các Thủy thủ trong Thái dương hệ (Inner), Lip Rod của các Outer có hình dáng riêng biệt cho từng senshi. Điều này cũng lí giải phần nào vai trò của các Outer, không giống các Inner, nhiệm vụ và cách hoạt động của từng người họ là khác nhau.

Gậy biến hình của nhóm Thủy thủ ngoài Thái dương hệ (chỉ xuất hiện trong phiên bản Anime 90s)

Không rõ các Lip Rod có xuất xứ từ đâu. Không giống như các Inner Senshi nhận được những vật dụng biến thân này từ Luna và Artemis (hoặc sau này là bởi Pegasus), không có thông tin nào giải nói về nguồn gốc của Lip Rod. Trong một tập, khi Haruka lần đầu giáp mặt với một con Daimon, Lip Rod của cô đã tự xuất hiện trước mặt, có lẽ cũng tương tự với Michiru và Setsuna.
- Chú thích thêm:

– Cái tên "Lip Rod" có từ một sản phẩm đồ chơi được Bandai sản xuất. Bạn dễ dàng thấy trên đồ chơi này đi kèm với một thỏi son. Đây là một cách thức quảng cáo tuyệt vời cho sản phẩm này khi trong màn biến thân của các Outer, các senshi đã tô một lớp son lên môi mình.
– Đây là những món đồ chơi hiếm và có giá rất đắt trong các sản phẩm của Sailor Moon, có thể xấp xỉ với cái Orgel. Đặc biệt, Rod của Pluto là món hiếm nhất.
– Cả series không có đến một lần giới thiêu Lip Rod của Saturn, cũng như cho cô một màn biến thân nào cả. Những sản phẩm biến thân của cô đều cho fan làm lấy, và Rod của Saturn được tạo ra có hình dáng một quả cầu được bao bọc bởi một vành đai giống như hành tinh của cô.
– Các Outer không có bất kì màn biến hình nào trong suốt phần Stars. Vì vậy, không biết được để biến thành hình thái Super, các Outer sẽ tiếp tục sử dụng Lip Rod hay bằng một loại khác.

## Vũ khí tấn công

### Vương miện
Tiara ティアラ (Vương Miện) là một phần trong bộ trang phục thủy thủ. Tuy nhiên chỉ có Sailor Moon và Sailor Jupiter là sử dụng nó để tấn công chứ không chỉ để trang trí.
Vương Miện của Sailor Moon được sử dụng nhiều nhất. Trong Manga, Vương Miện được sử dụng nó để thực hiện chiêu thức Moon Frisbee (trong bản xuất bản lại được đổi tên thành Moon Tiara Boomerang) và Moon Twilight Flash. Vương Miện của Sailor Moon được nâng cấp 3 lần trong Dark Kingdom Arc của Manga, nhưng ở các Arc tiếp theo thì hình dạng của nó vẫn giữ nguyên như cũ.
Trong Anime 90s, Thủy thủ Mặt Trăng sử dụng chiếc Vương miện của cô như một vũ khí để triển khai các đòn tấn công là Moon Tiara Action và Moon Tiara Stardust. Cô lấy chiếc Vương miện và biến nó thành một chiếc đĩa ánh sáng. Sau đó, ném nó về phía mục tiêu, thường là các Youma. Trong hầu hết các trường hợp, Vương miện có khả năng tiêu diệt các Youma và biến chúng thành bụi. Ở tập 5, Thủy thủ Mặt Trăng còn sử dụng chiếc Vương miện để cứu các nạn nhân bị Iguara biến thành yêu quái trở lại thành người. Công dụng này không được sử dụng thêm một lần nào khác nữa vì sau này cô thường sử dụng Moon Stick hoặc Silver Crystal trong những lần thanh tẩy. Thỉnh thoảng, chiếc Vương miện còn có công năng như một chiếc còng tay khổng lồ dùng để khóa các con Youma.
Chiếc Vương miện của Sailor Jupiter thì có một chiếc ăn-ten nhỏ nằm phía trên viên ngọc. Trong các chiêu thức tấn công Supreme Thunder và Supreme Thunder Dragon, chiếc ăn-ten này được cô sử dụng như một cột thu lôi và dường như kể cả các đòn tấn công Sparkling Wide Pressure và Jupiter Oak Evolution. Nó được đặt tên là Thunder & Lightning Antenna (雷電アンテナ).
Khi các chiến binh thủy thủ cần truyền năng lượng để hỗ trợ Sailor Moon, năng lượng của họ sẽ được tập trung vào viên đá ở giữa chiếc Vương Miện. Sau đó, chiếc Vương Miện biến mất và trên trán của mỗi chiến binh sẽ xuất hiện biểu tượng của hành tinh mà các chiến binh đại diện.
Sailor Starlights thì đeo những chiếc Vương Miện đơn giản trông giống như một sợ dây vàng mỏng trên trán của họ với một hình ngôi sao ở trung tâm.
- Chú thích thêm:

- Màu sắc của viên đá ở giữa mỗi chiếc Vương Miện là màu sắc đại diện cho mỗi chiến binh thủy thủ (ngoại trừ Sailor Moon).
- Sailor Moon là thủy thủ duy nhất mà Vương Miện thay đổi nhiều lần.
- Trong Manga, khi 9 chiến binh thủy thủ phát triển thành hình thức Eternal, những viên đá quý trong vương miện của họ đã trở thành ngôi sao, ngoại trừ Sailor Chibi Moon thì viên đá đã trở thành hình mặt trăng lưỡi liềm, và Eternal Sailor Moon thì không có vương miện mà chỉ có hình mặt trăng lưỡi liềm ở trên trán.

### Gậy Mặt Trăng
Moon Stick - Gậy Mặt Trăng, còn được gọi là Moon Wand, là quyền trượng đầu tiên của Sailor Moon. Nó từng được sở hữu bởi người mẹ trong quá khứ của Usagi là Nữ hoàng Serenity. Sau này Moon Stick được thay thế bởi Cutie Moon Rod (Quyền Trượng Mặt Trăng), The Spiral Heart Moon Rod (Trượng Mặt Trăng Trái Tim Xoắn Ốc), The Kaleidomoon Scope (Kính Vạn Hoa Mặt Trăng) và The Eternal Tiare (Quyền Trượng Vĩnh Cửu).

Gậy Mặt Trăng của Usagi (hình ảnh trong Sailor Moon Crystal).

Trong cả Manga và Anime 90s, Moon Stick xuất hiện lần đầu tiên sau sự xuất hiện của Thủy thủ Sao Mộc. Trước đây, Nữ hoàng Serenity đã dùng nó để phong ấn Dark Kingdom trước khi giao phó nó cho Luna. Luna sau đó đã chuyển lại cho Sailor Moon. Cây gậy là biểu tượng của sự lãnh đạo đối với các chiến binh thủy thủ khác. Sử dụng Moon Stick, Thủy thủ Mặt Trăng có thể thực hiện chiêu thức Moon Healing Escalation, đòn tấn công có thể chữa lành, hồi phục những người đã bị tẩy não, hay những người bị biến thành Youma bởi Dark Kingdom.
Sau khi Pha Lê Bạc xuất hiện, nó có thể được sử dụng kết hợp với Moon Stick, giúp tăng cường sức mạnh của Moon Stick. Ngoài ra, trong Anime, Moon Stick còn được sử dụng để phát hiện các tinh thể Pha Lê Cầu Vồng; bất cứ khi nào nó cảm nhận được một tinh thể Pha Lê Cầu Vồng, viên ngọc nhỏ nằm trên thân của Moon Stick sẽ bắt đầu nhấp nháy.
Trong Manga và Anime Sailor Moon Crystal, Moon Stick được sử dụng trong trận chiến cuối cùng chống lại Nữ hoàng Metalia. Usagi sau đó sử dụng chúng để hồi sinh mọi người trên Trái Đất. Sau này, nó biến mất và không bao giờ được nhìn thấy hoặc được đề cập tới một lần nào nữa. Tương tự như vậy, trong Anime, Thủy thủ Mặt Trăng (trong hình dạng của Công chúa Serenity) sử dụng Moon Stick để đánh bại Super Beryl (sự hợp nhất của Nữ hoàng Metalia và Beryl). Tuy nhiên, cây gậy đã bị mất trong trận chiến và không bao giờ xuất hiện một lần nữa, ngay cả sau khi Thủy thủ Mặt Trăng cố gắng gọi nó trong tập đầu của Sailor Moon R.
- Chú thích thêm:

- Moon Stick là quyền trượng của Sailor Moon có hơn một chủ sở hữu. Nữ hoàng Serenity là người đầu tiên nắm giữ, sau đó là Sailor Moon. Ngoài ra, có thông tin cho rằng nó từng thuộc về các thành viên khác của Vương Quốc Mặt Trăng trong quá khứ và truyền từ đời này sang đời khác. Còn ở tương lai, trong phần Sailor Moon R, Chibi Usa chỉ tạm thời mượn Cutie Moon Rod của Neo-Queen Serenity (Usagi trong tương lai) và sau đó sử dụng cây trượng của riêng mình.
- Trong bản dịch Anime tiếng Tây Ban Nha, Moon Stick được gọi là " Los Cuernos de la Luna", có nghĩa là "The Horns of the Moon", một thuật ngữ thường được sử dụng trong văn học để mô tả một nữ thần của mặt trăng.
- Trong Manga và Anime Sailor Moon Crystal, hình lưỡi liềm của Moon Stick được làm từ pha lê. Còn trong Anime 90s hình lưỡi liềm được làm bằng vàng.
- Trong Anime, Moon Stick là cây trượng duy nhất Usagi có thể sử dụng khi không biến thân. Usagi sẽ sử dụng nó để phát hiện những tinh thể Pha Lê Cầu Vồng.
- Moon Stick được làm từ một chất liệu kim cương giống đại loại là không thể bị phá hủy. Trong tập 43 của Anime 90s, một Youma tấn công nó với thanh kiếm của mình. Trong khi cây kiếm bị phá vỡ, thì Moon Stick vẫn hoàn toàn không hề hấn gì.
- Moon Stick không xuất hiện trực tiếp trong series Live Action. Một cây trượng gần giống  gọi là Moonlight Stick xuất hiện thay thế. Tuy nhiên, chức năng của nó có hơi khác nhau.
- Nữ hoàng Serenity nói rằng Moon Stick có thể được sử dụng bởi hậu duệ của Vương Quốc Mặt Trăng.

### Bùa hộ mệnh

Thủy thủ Sao Hỏa tấn công bằng bùa (hình ảnh trong phiên bản Anime 90s)

Bùa hộ mệnh (Ofuda) là loại bùa hộ mệnh, trừ tà và cả những loại bùa mê được làm / bán tại những đền thờ ở Nhật Bản. Người ta truyền rằng Ofuda mang lại may mắn, sự bảo vệ cho người sử dụng, ofuda còn có những công năng khác tùy thuộc vào những lời niệm được viết trên nó.
Trong series Sailor Moon, Rei Hino đã sử dụng ofuda trong cả hình dạng người thường lẫn chiến binh thủy thủ. Với công việc là một miko cộng với khả năng ngoại cảm của mình, Rei có thể sử dụng năng lượng đặc biệt để diệt trừ ma quỷ trước khi cô ấy trở thành Sailor Mars (trong series Sailor Moon, Rei và Hotaru là 2 chiến binh duy nhất có thể sử dụng năng lượng đặc biệt trong hình dạng người thường).
Trong hình dạng Sailor Mars, Rei sử dụng ofuda trong các tuyệt chiêu "Akuryo Taisan" và "Fire Sould Bird". Rei thường tung ofuda về phía kẻ thù, làm chúng tê liệt và bất lực. Nhờ đó, Sailor Moon sẽ tận dụng cơ hội tung tuyệt chiêu kết liễu kẻ thù. Với những kẻ thù yếu hơn, ofuda cũng đủ mạnh để kết liễu chúng ngay lập tức. Chúng ta thường chỉ nhìn thấy Rei sử dụng 1 hoặc 2 ofuda trong mỗi cuộc chiến đấu, nhưng trong cả series, dường như cô ấy mang theo rất nhiều ofuda bên mình. Ví dụ như trong tập phim Sailor Moon R The Movie: Promise Of The Rose, cô ấy đã tung hàng chục ofuda về phía kẻ thù.
- Chú thích thêm:

– Những ký tự trên Ofuda được đọc là "悪霊退散 (Akuryou Taisan)" dịch nghĩa "Evil Spirits, Begone" or "Evil Spirits, Disperse" (Linh Hồn Quỷ Dữ, Hãy Tan Biến Đi).
– Ofuda có nghĩa là "bùa" hay "bùa hộ mệnh". Mỗi Ofuda là một loại bùa chú được phát hành bởi ngôi đền Shinto. Chúng được cho rằng là có thể giúp tránh được xui xẻo và đem lại may mắn.
– Ở trong Manga (Ngoại truyện: Rei's & Minako's Girls School Battle?), Khi Rei bị điều khiển bởi một linh hồn ma quỷ, Sailor Venus đã sử dụng chính Ofuda của Rei để diệt trừ linh hồn này. Có vẻ như trong thế giới của Sailor Moon, những ai được hướng dẫn đúng cách cũng có thể sử dụng năng lượng của Ofuda.
– Kỹ thuật gọi Ofuda của Rei là "Ofuda Hurricane" (お札ハリケーン; Ofuda Harikeen) và "Ofuda Paste" (お札貼り; Ofuda Hari) trong game đầu tiên của Sailor Moon dành cho hệ máy Super Famicom.
– Trong thực tế, Ofuda có thể được tạo ra trên nhiều vật liệu như giấy, gỗ, vải hoặc kim loại. Rei thường chỉ sử dụng Ofuda bằng giấy.
– Các chữ Hán trên Ofuda đã bị bóp méo hoặc bị xóa đi trong bản lồng tiếng của Hàn Quốc. Tất cả các yếu tố Phật giáo / đạo Shinto của bản Anime đầu tiên đều bị kiểm duyệt hoặc bị chỉnh sửa hoàn toàn khỏi series.

### Dây xích Tình yêu
Dây xích của Thủy thủ Sao Kim có lẽ là món trang bị quan trọng nhất đối với cô, nó xuất hiện từ lần đầu tiên khi Minako trở thành Thủy thủ Sao Kim và được cô sử dụng trong hầu hết các đòn tấn công của mình. Chuỗi xích dường như được làm bằng vàng và có những viên ngọc đỏ được lồng trong mỗi mắt xích. Mắt xích có hình dáng thay đổi: hình tròn hoặc hình trái tim. Giống như chiếc gương – trang bị của Minako khi còn là Thủy thủ V, chuỗi xích này rất đa năng và được Minako sử dụng theo nhiều cách.
Với dây xích tình yêu, cô có thể khai triển nhiều đòn tấn công bao gồm: Venus Love-Me Chain, Hissatsu Love-Me Moon Chain, Chain Explosive và Venus Wink Chain Sword. Dây xích cũng có thể được sử dụng để phòng thủ. Trong Arc 4, dây xích được nâng cấp lên hình thái cao hơn, The Love Whip (Roi Tình Yêu) để Minako có thể khai triển tuyệt chiêu Venus Love & Beauty Shock.
Trong Anime 90s, dây xích của Minako không phải là một trang bị hữu hình, nó xuất hiện dưới dạng một chuỗi các mắt xích năng lượng hình trái tim. Trong Manga, sợi xích luôn được Venus đeo ở ngang hông. Còn ở Anime, nó chỉ xuất hiện khi cô khai triển đòn tấn công Venus Love-Me Chain. Và bởi vì sợi xích tình yêu trong Anime là một dạng năng lượng chứ không phải một dạng vật chất, nên nó không có độ dài tối đa, Minako có thể điều khiển độ dài ngắn của dây xích này.
- Ghi chú khác:

- Trong thần thoại Hy Lạp, Nữ Thần Tình Yêu Aphrodite (người cũng được gọi là Thần Venus), nữ thần của tình yêu và sắc đẹp có đeo một sợi dây thần làm từ loại vàng đẹp nhất. Sợi dây này làm cho vẻ đẹp khó cưỡng của nữ thần Venus thêm tỏa sáng. Sợi dây xích vàng mà Thủy thủ Sao Kim đeo ngang hông có thể đã được mượn ý tưởng từ trong thần thoại.
- Kết thúc Codename: Sailor V, khi Thủy thủ V biến thân thành Thủy thủ Sao Kim lần đầu tiên, sợi dây xích đã không xuất hiện cùng bộ trang phục thủy thủ của cô. Điều này có nghĩa là cô đã có nó bằng cách nào đó sau này. Sợi dây xích cũng xuất hiện trong những phân cảnh hồi tưởng về Thiên niên kỷ Bạc cho thấy nó đã luôn luôn là một trong những vũ khí của Thủy thủ Sao Kim.
- Trong Manga, tùy vào mỗi đòn tấn công của Minako mà mắt xích biến đổi sang hình dạng tròn hoặc trái tim, khi dây xích được đeo quanh hông Minako, mắt xích luôn ở trạng thái hình tròn. Khi cô khai triển đòn tấn công Venus Love-Me Chain, mắt xích thường là hình trái tim, thỉnh thoảng cũng ở trạng thái hình tròn. Trong Anime, các mắt xích này luôn là hình trái tim.
- Dây xích cũng xuất hiện trong phiên bản Live Action PGSM của Sailor Moon, giống như trong Manga, nhân vật Thủy Thủ Sao Kim luôn đeo sợi dây xích quanh hông.
- Trong phiên bản Anime Sailor Moon Crystal, sợi dây xích được thiết kế là một vũ khí hữu hình, luôn được Thủy Thủ Sao Kim đeo ở quanh hông.

### Thanh kiếm Pha lê bạc
Kiếm Pha lê bạc (The Sword of the Mystical Silver Crystal), còn được gọi là Holy Blade là thanh kiếm được tìm thấy bởi các Thủy Thủ trên Mặt Trăng trong Act.10. Nó đã bị mắc kẹt vào phiến đá và Sailor Venus là người duy nhất có thể giải phóng nó.
Thanh kiếm có từ thời Thiên Niên Kỷ Bạc và mục đích của nó là để bảo vệ Công Chúa Serenity. Sau khi Hoàng tử Endymion bị giết bởi Nữ hoàng Beryl, Công Chúa Serenity đã tự tử bằng cách lấy thanh kiếm tự đâm mình để thoát khỏi sự đau buồn. Để trả thù cho cái chết của họ, Sailor Venus đã lấy thanh kiếm và giết chết Nữ hoàng Beryl.

Các Chiến binh thủy thủ bên thanh kiếm (hình ảnh trong Sailor Moon Crystal)

Trong Act.12, Sailor Venus giết chết Nữ hoàng Beryl với thanh kiếm một lần nữa. Một vài dòng chữ kỳ lạ xuất hiện trên thanh kiếm mà chỉ Sailor Venus có thể đọc được. Đây là cách để phong ấn Nữ hoàng Metalia. Tuy nhiên, trong lúc bối rối, Sailor Moon đã giết Tuxedo Mặt Nạ (mà cơ thể lúc đó bị nhập bởi Nữ hoàng Metalia) và sau đó tự tử. Tuy nhiên, điều này không thực sự giết họ và chỉ trả lại tự do cho Nữ hoàng Metalia từ cơ thể của Tuxedo Mặt Nạ.
Trong Act.13, Các chiến binh đã nỗ lực để phong ấn Nữ hoàng Metalia và cố gắng tìm Sailor Moon và Tuxedo Mặt Na. Cả bốn Thủy Thủ đã sử dụng bút chuyển đổi và Sailor Venus sử dụng thanh kiếm một lần nữa để cho cô ấy và các Thủy Thủ còn lại có nhiều quyền lực hơn. Thật không may, kế hoạch này lại không thành công và họ đành bất lực. Đây cũng là lần cuối cùng là thanh kiếm xuất hiện trong Manga.
Trong Anime Sailor Moon Crystal, cũng giống như trong Manga (Act.10), thanh kiếm bí ẩn được phát hiện trên Mặt Trăng và được Sailor Venus rút ra khỏi phiến đá. Phần linh hồn của Nữ hoàng Serenity xuất hiện, bà nói về thanh kiếm thánh này dùng để bảo vệ công chúa và chỉ có nhóm Inner Senshi mới có thể sử dụng được nó.
Tại căn hộ của Ami, Minako đã sử dụng thanh kiếm và dễ dàng làm vỡ vụn viên đá quý thuộc vào loại kim cương cứng nhất thế giới. Trong Act.12, Sailor Venus đã dùng nó để phá vỡ chiếc vòng cổ của Queen Beryl, ngăn việc ả tiếp nhận năng lượng từ Queen Metalia. Thanh kiếm sau đó bị Evil Mamoru cướp lấy nhưng sau đó Sailor Moon đã giành lại được.
Văn tự ghi trên thanh kiếm có nội dung: "Khi thanh kiếm tỏa ánh hào quang, cũng là lúc viên Pha Lê Ảo Ảnh Bạc nằm ẩn sâu bên trong nữ hoàng tương lai tỏa sáng để thực hiện tâm nguyện của cô ấy. Cô ấy sẽ khơi dậy hoàn toàn sức mạnh thật sự của Mặt Trăng. Hãy cầu nguyện tại Tháp Pha Lê, và mang hòa bình về vương quốc của chúng ta thêm một lần nữa." Không thể chịu đựng lâu hơn được nữa, Sailor Moon đã sử dụng kiếm thần để đâm vào ngực Tuxedo Mask rồi sau đó tự sát.
- Chú thích thêm:

- Trong Act đặc biệt của series Live Action, Minako đã sử dụng một thanh kiếm giống như thế với tên gọi Thanh Kiếm Huyền Thoại của Chiến Binh Thủy Thủ để biến thân và đánh bại Mio.
- Thanh kiếm không xuất hiện và được sử dụng trong bản Anime 90s.
- Thanh kiếm cũng được xuất hiện trong nhạc kịch Sera Myu Pretty Guardian Sailor Moon – La Reconquista. Nhưng lần này người rút thanh kiếm ra khỏi phiến đá là Sailor Jupiter.

### Trượng Hồng Ngọc - Hồng Ngọc Lựu
Hồng Ngọc Lựu là Báu vật của Sailor Pluto, nằm trên đỉnh của Trượng Hồng Ngọc (một loại vũ khí dài có hình dáng chiếc chìa khóa), và nó cũng có thể tách riêng với phần thân trượng.
Không giống Sailor Neptune và Sailor Uranus chỉ sử dụng Báu vật của mình khi cần thiết, Sailor Pluto luôn dùng Trượng Hồng Ngọc khi thực hiện nhiệm vụ của một Người Bảo vệ Thời Gian và khi chiến đấu.
Khi sử dụng Trượng Hồng Ngọc và Hồng Ngọc Lựu, Sailor Pluto có thể thi triển các chiêu thức Dead Scream, Time Stop, Dark Dome Close, Chronos Typhoon, Garnet Ball,... Cô cũng có khả năng mở Cánh Cửa Không – Thời Gian (có lẽ vì thế mà quyền trượng có hình dáng chiếc chìa khóa).
Cả trong Anime 90s và Manga, Sailor Pluto biết đến và sở hữu Báu vật của mình. Không giống như trong Anime, Uranus và Neptune phải tìm kiếm những trái tim tinh khiết có chứa những lá bùa. Trong Anime thì tập hợp đủ 3 Báu vật sẽ tạo nên Chén Thánh, còn ở Manga thì thức tỉnh Sailor Saturn.
Hồng Ngọc Lựu được thể hiện rõ ràng sức mạnh của mình trong những đòn tấn công cũng như điều khiển thời gian xuyên suốt cả series. Thậm chí Setsuna vẫn có thể dùng được Hồng Ngọc Lựu khi chưa biến thân, và dùng nó để cho các Inner Senshi nhìn thấy viễn cảnh của Đấng Câm Lặng ở tập 119. Trong Anime, Hồng Ngọc Lựu có khả năng tách những lá bùa được giấu ra khỏi những trái tim tinh khiết, nhờ đó Uranus và Neptune có thể hồi sinh. Và Hồng Ngọc Lựu cũng có khả năng cảm nhận được những thay đổi nhiệt rất nhỏ, nó đã cảnh báo chủ nhân sự nguy hiểm trước sự xáo trộn của dòng chảy thời gian. Khi Setsuna tìm hiểu về loại thực vật kì lạ của Tellu (loài vật có thể hút lấy những trái tim tinh khiết khi ở gần chúng), Hồng Ngọc Lựu đã xuất hiện và cứu cô thoát khỏi nguy hiểm trước loài cây ma quỷ này.
- Chú thích thêm:

– Bộ 3 Báu vật (Thanh Kiếm Không Gian, Gương Thần Đại Dương và Hồng Ngọc Lựu) được dựa trên ba thần khí của Nhật Bản là Thanh kiếm Kusanagi, Tấm gương Yata và Viên ngọc Yasakani. Trong ba vật này thì ngọc bội đại diện cho lòng nhân từ.
– Có một lý do tại sao mà hồng ngọc lựu được gắn liền với Sailor Pluto vì trong tiếng Nhật, chữ "Garnet" là 石榴石 (Zakuroishi); "Zakuro" có nghĩa là "lựu" và "ishi" là "đá". Nếu bạn có hiểu biết về Thần thoại Hy Lạp thì bạn sẽ biết lựu gắn liền với địa ngục. Truyền thuyết nổi tiếng nhất liên quan đến lựu là câu chuyện về việc nàng Persephone trở thành Nữ hoàng Địa Ngục. Chuyện là Persephone là con gái của nữ thần Demeter (Nữ thần mùa màng) bị Hades – Chúa tể địa ngục bắt cóc đem về địa ngục làm vợ. Thần Demeter u buồn nên thế giới âm u, không còn 4 mùa. Thấy vậy, thần Zeus buộc Hades trả Persephone lại cho mẹ nàng, nhưng Hades đã gạt cho Persephone ăn những trái lựu địa ngục để nàng bị ràng buộc ở địa ngục nên mỗi năm, nàng đều phải quay về địa ngục vài tháng chứ không bỏ đi luôn được. Như vậy, khi nào Persephone ở cùng mẹ, mặt đất sẽ màu mỡ, cây cối nở hoa tươi tốt. Nhưng khi nàng phải về địa ngục, Nữ thần mùa màng sẽ thương nhớ khiến trái đất rơi vào mùa đông lạnh lẽo, không có gì có thể phát triển được. Thủy thủ sao Diêm vương là chiến binh được đặt tên dựa theo tên của Chúa tể địa ngục – Hades trong Thần thoại Hy Lạp, một sự kết hợp hoàn hảo.
– Hồng Ngọc Lựu trong lần đầu Sailor Pluto xuất hiện hoàn toàn khác khi nó được đề cập đến ở phần S. Về sau thì Hồng Ngọc Lựu được thiết kế lại theo giống như trong Manga.
– Thiết kế của Hồng Ngọc Lựu không thống nhất trong Anime 90s, điều này có thể được giải thích một cách dễ dàng nhờ vào những lỗi và sự không đồng bộ với chuyển động ảnh.

### Gương thần biển sâu

Chiếc gương của Thủy thủ Sao Hải Vương (hình ảnh trong Sailor Moon Crystal)

Gương Thần Biển Sâu (Deep Aqua Mirror) là Báu vật của Sailor Neptune. Cô ấy có thể sử dụng nó để thi triển chiêu thức Submarine Reflection, gương thần cũng có thể phản chiếu sự thật cũng như điểm yếu của kẻ thù.
Trong Manga, ngay từ đầu Arc Infinity, Michiru đã sở hữu chiếc gương này. Cô dùng nó như một vật dụng hàng ngày, cũng như nhờ vào sức mạnh của nó để hỗ trợ cho trực giác vỗn dĩ đã nhạy bén bẩm sinh của mình thêm phần chính xác trong việc phán đoán những việc có thể xảy ra trong tương lai hoặc những mối hiểm họa vẫn đang tồn tại. Khi Gương Thần Biển Sâu được tập hợp cùng với 2 Báu vật còn lại là Kiếm Thần Không Gian và Hồng Ngọc Lựu, thì có thể triệu hồi chiến binh của sự hủy diệt, Sailor Saturn.
Ở cuối Arc Infinity, Sailor Neptune đã đưa cho Sailor Chibi Moon chiếc gương này thay cho lời hứa về sự đoàn tụ giữa các Outer với Chibi Moon và những người khác sau này. Xuyên suốt Arc Dream, Chibi Moon cũng có sử dụng đến Gương Thần, thỉnh thoảng Rei cũng dùng nó để xem xét sức mạnh tâm linh của bản thân. Đến đoạn cao trào của Arc này, Chibi Moon đã dùng chú Submarine Mirror để xác định vị trí của các Outer, gửi chiếc gương về chính chủ, đồng thời cùng nó bay đến đoàn tụ với Neptune và những người khác.
Trong Anime, Gương Thần cũng có sức mạnh và nguồn gốc tương tự. Tuy nhiên, hình dáng của nó có vẻ công phu hơn, thay vì chỉ là một chiếc gương vàng đơn giản như trong manga, phần sau của chiếc gương có màu xanh biển và biểu tượng của Neptune. Ban đầu, nó cũng được niêm phong trong trái tim tinh khiết của Neptune, sau nhờ có Sailor Pluto dùng Hồng Ngọc Lựu tách ra để cứu lấy mạng sống của cô, và cả của Uranus. Cũng như trong Manga, Michiru thường dùng nó ở hình dạng người thường (sử dụng nó để hỗ trợ tốt hơn giác quan thứ sáu của cô). Một điểm khác so với manga là khi 3 Báu vật được tập hợp đủ, nó không triệu hồi Sailor Saturn, mà tạo thành Chén Thánh.
- Ghi chú khác:

– Gương Thần Biển Sâu dựa theo chiếc gương được thiết kế bởi Albert Mayer, một nhà điêu khắc / thiết kế có tầm ảnh hưởng của thế kỷ 20, làm việc cho một công ty kim khí nổi tiếng ở Đức, Württembergische Metallwarenfabrik (or WFM).
– Trong 3 Báu vật, Hồng Ngọc Lựu được thấy và sử dụng nhiều nhất, Gương Thần đứng thứ hai.
– Trong Manga, dường như Gương Thần chứa đựng được rất nhiều thông tin về Thiên Niên Kỉ Bạc, và nó đã gợi lại những kí ức đó cho Michiru, đó là lí do vì sao khi sử dụng nó, cô có thể thấy được hoàng tử Endymion là tiền kiếp của Chiba Mamoru, còn Hotaru Tomoe là tái sinh của Sailor Saturn.

### Thánh cầm đại dương

Cây vĩ cầm của Thủy thủ Sao Hải Vương (hình ảnh trong Sailor Moon Crystal)

Thánh cầm đại dương (Marine Cathedral) là cây vĩ cầm của Michiru, cô đặt tên cây vĩ cầm của mình là "Marine Cathedral" có nghĩa là "Ngôi Đền Đại Dương". Ở Act 29 Manga, một fan hâm mộ Michiru đến xem buổi hòa nhạc cho biết, cây vĩ cầm của Michiru là một chế tác của Stradivarius – dòng họ có truyền thống sản xuất nhạc cụ rất nổi tiếng ở thế kỷ 17, 18 – và có giá khoảng 4.000.000 USD.
Là một nghệ sĩ vĩ cầm, Michiru có một tình cảm đặc biệt với cây đàn của mình,có lẽ đó là lý do mà hầu hết những hình ảnh của Michiru luôn có sự hiện diện của cây vĩ cầm quý giá. Với kỹ thuật chơi đàn điêu luyện cùng chất lượng tuyệt hảo của "cây thánh cầm đại dương", âm nhạc của Michiru ảo diệu đến không ngờ, điều ấy khiến cô trở thành một nghệ sĩ vĩ cầm nổi tiếng. Khi không phải chiến đấu, thỉnh thoảng cô biểu diễn tại các buổi hòa nhạc.
Khi biến thân thành Thủy Thủ Sao Hải Vương, Michiru có thể sử dụng cây vĩ cầm của mình để khai triển tuyệt chiêu Submarine Violin Tide. Để khai triển tuyệt chiêu này, cô chơi một giai điệu trên vĩ cầm để triệu hồi một cơn sóng năng lượng đại dương tấn công kẻ thù.
- Chú thích thêm:

- Trong Anime 90s (tập 110, 111), Marine Cathedral còn là tên của một ngôi đền ở Tokyo, nơi mà Eudial đã lừa Haruka và Michiru đến với âm mưu đánh cắp tinh thể trái tim trong sáng của họ.
- Michiru là một nghệ sĩ vĩ cầm với kỹ thuật điêu luyện, cô có thể vừa chơi đàn vừa tung hứng những quả chanh cùng một lúc (Anime 90s, tập 84).
- Lá bùa của Rei và vĩ cầm của Michiru là những vật dụng được sử dụng bởi một chiến binh thủy thủ trong hình dạng người thường trước khi chúng trở thành vũ khí giúp chủ nhân khai triển tuyệt chiêu đặc biệt trong hình dạng chiến binh.
- Michiru chưa bao giờ tiết lộ cô đã mua cây đàn vĩ cầm của mình như thế nào hay từ lúc nào.

### Gươm thần không gian

Thủy thủ Sao Thiên Vương tấn công bằng Gươm thần không gian (hình ảnh trong Sailor Moon Crystal)

Gươm Thần Không Gian (Space Sword) là vũ khí của Sailor Uranus, cô dùng nó để thi triển chiêu thức Space Sword Blaster. Trong Manga, ngay từ trước Arc Infinity, Sailor Uranus/Haruka Tenoh đã sở hữu thanh gươm này.
Không giống Sailor Pluto luôn dùng Hồng Ngọc Lựu trong hầu hết mọi đòn tấn công, hay như Sailor Neptune luôn mang theo Gương Thần Biển Sâu dù ở trạng thái chưa biến thân để hỗ trợ cho sức mạnh tâm linh của mình, Sailor Uranus hiếm khi sử dụng vũ khí của cô. Và như đã biết, khi tập hợp đủ ba Báu vật, khi ấy sẽ triệu hồi chiến binh hủy diệt - Sailor Saturn. Và một khả năng khác của Gươm Thần đó là nó dễ dàng điều chỉnh độ dài của lưỡi gươm ngắn dài tùy thích.
Trong Anime 90s, mục đích của vật này cũng tương tự như Manga. Tuy nhiên, về hình dáng của nó thì được điều chỉnh ít nhiều, lưỡi kiếm được đặt trong bao kiếm màu bạc với những đồ trang sức. Không giống trong manga, Gươm Thần Không Gian có độ dài nhất định và có màu đỏ thay vì màu trắng đục hoặc trong suốt. Và Sailor Uranus cũng không có nó ngay từ ban đầu, Gươm Thần được phong ấn trong cô, và sau này nhờ Sailor Pluto dùng Hồng Ngọc Lựu để tách lá bùa ra khỏi trái tim tinh khiết của cô. Hầu như nó không được dùng trong cả phần Sailor Moon S, chỉ được sử dụng duy nhất một lần ở tập 124, về sau cô sử dụng nó nhiều hơn. Và thêm một điểm khác nữa, thay vì triệu hội Sailor Saturn khi tập hợp được 3 Báu vật, thì nó lại dùng để tạo ra Chén Thánh.
- Ghi chú khác:

– Gươm Thần Không Gian xuất hiện với hình dáng cây đao.
– Nó không phải là một đồ vật có phép thuật không thể phá hủy, ở Ep.197 (Anime), Sailor Galaxia đã làm nứt nó chỉ với tay không.
– Dường như lưỡi gươm có khả năng thay đổi thành hình dạng vật chất hoặc năng lượng.
– Gươm Thần không có khả năng cung cấp thông tin giống như Hồng Ngọc Lựu (nó đã cho các Inner thấy được sự khủng khiếp của Đấng Câm Lặng ở Ep.119) hay như Gương Thần Biển Sâu (nó đã cảm nhận được sự xuất hiện của Sailor Saturn ở Act.33)

### Lưỡi hái trầm mặc

Thủy thủ Sao Thổ bên cây lưỡi hái (hình ảnh trong Sailor Moon Crystal)

Lưỡi Hái Trầm Mặc (Silence Glaive) là vũ khí của Thủy thủ Sao Thổ. Nó được cô sử dụng trong hầu hết các chiêu thức cũng giống như Thủy thủ Sao Diêm Vương dùng Garnet Rod (Hồng Ngọc Lựu). Các chiêu thức có thể kể đến là Silence Glaive Surprise, Silence Wall, Death Reborn Revolution, và Galactica Cannon (Ở trong manga Act 53 Thủy thủ Sao Thổ bị Thủy thủ GALAXIA sát hại và dùng hình nhân có sức mạnh của cô trong Act 58  để đánh Thủy thủ Mặt Trăng cô đã dùng chiêu Galatica Cannon cùng với Thủy thủ Sao Diêm Vương để tấn công Thủy thủ Mặt Trăng)
Nó biểu tượng cho sự chấm hết. Sử dụng Lưỡi Hái Trầm Mặc, Thủy thủ sao Thổ có thể dốc hết toàn bộ sức mạnh của mình trong một lần vung hái, cô có thể hủy diệt toàn bộ một hành tinh, biến tất cả trở thành tro bụi. Một minh chứng cho sức mạnh tàn khốc này là sự sụp đổ của Thiên Niên Kỷ Bạc hưng thịnh trong manga. Các chiến binh hệ Mặt trời ngoài đã triệu hồi cô khi mọi người trên hành tinh này đã chết. Mọi tàn tích của một đế chế tuyệt vời bỗng chốc bị xóa sạch. Tuy nhiên, việc dùng toàn bộ sức mạnh của thứ vũ khí này là một con dao hai lưỡi. Cô được ban cho sức mạnh tàn khốc thì cô cũng phải chết nếu như thi triển chiêu thức cuối cùng ấy.
Dù vậy, nếu không dồn tất cả sức mạnh cho đòn tấn công mang tính quyết định, sao Thổ vẫn có thể sử dụng các chiêu thức khác một cách bình thường và chỉ gây sát thương lên những mục tiêu đã định sẵn.
- Ghi chú khác:

– Dường như ý tưởng cho ra đời Lưỡi Hái Trầm Mặc được khởi nguồn từ hai chiếc lưỡi hái tử thần trong thần thoại Hy Lạp, những chiếc lưỡi hái của Saturn/Cronus.
– Có một lỗi khá phố biến là nhiều fan của Sailor Moon cho rằng Lưỡi Hái Trầm Mặc là một Báu vật.
– Sao Thổ là lựa chọn cuối cùng khi không thể làm khác được. Khi cô được triệu tập và sử dụng chiêu thức tối thượng của mình, lưỡi hái được vung lên thì mặt đất bị cắt đứt ra. Nó chỉ ngừng lại khi cô hạ xuống.
– Lưỡi Hái Trầm Mặc ngoài việc dùng để tấn công, có còn có khả năng tạo một lớp sương mỏng làm mất phương hướng kẻ thù (Silence Glaive Surprise trong phiên bản Manga) hay tạo một hàng rào bảo vệ (Silence Wall).

### Đàn hạc Sao Thủy

Thủy thủ Sao Thủy tấn công bằng đàn hạc (hình ảnh trong Manga)

Chiếc Đàn Hạc (Mercury Harp) là một trong những vật dụng quan trọng nhất của Thủy thủ Sao Thủy, được sử dụng xuyên suốt phần SuperS/Dream và Sailor StarS. Cùng với nó, cô có thể thi triển tuyệt kỹ tối thượng của cô, Bản Rhapsody của Sao Thủy (Mercury Aqua Rhapsody).
Trong Manga, Chiếc Đàn Hạc xuất hiện ngay đoạn đầu của Arc thứ 4. Sau khi bị tập kích bởi Đoàn Xiếc Tử Nguyệt (Dead Moon Circus), Palla Palla bán một chú cá – đội lốt bởi Mắt Cá (Fish-Eye) – cho Ami. Đêm ấy, Mắt Cá đã bẫy Ami trong một cơn ác mộng, ép cô phải chứng kiến sự bỏ rơi từ cha mẹ cô, và các Chiến Binh khác không cần đến cô. Mặc dù có thể nhìn thấu được ảo ảnh, nhưng Ami vẫn bị rơi trong bẫy. Khi nguồn năng lượng trong người dần bị hút cạn, Ami đã được Chiến Binh Hộ Vệ Năng lượng của chính mình cứu thoát. Chiến Binh ấy đã van nài Ami không được đầu hàng, gợi nhớ lại giấc mơ và những người cô yêu mến. Nắm vững lại được mọi điều, Ami triệu hồi Pha Lê Sao Thủy (Mercury Crystal), và từ đó cô chuyển hóa thành Siêu Thủy Thủ Sao Thủy (Super Sailor Mercury). Ngay sau khi chuyển hóa, chiếc Đàn Hạc xuất hiện trước mặt cô.
Chiếc Đàn Hạc liền thể hiện sự tri giác, nó tự giới thiệu cho Thủy Thủ Sao Thủy và nói rằng cô cần phải phá vỡ ác mộng mà cô đang bị chìm đắm. Sử dụng tuyệt kỹ Mercury Aqua Rhapsody, Thủy Thủ Sao Thủy đã tiêu diệt ảo ảnh, làm hiện nguyên hình Mắt Cá. Ngay khi ấy, Usagi và Chibi Usa chạy đến cùng lúc và hóa thân thành Siêu Thủy Thủ Mặt Trăng và Mặt Trăng Chibi, tiêu diệu gọn sạch Mắt Cá bằng tuyệt kỹ Moon Gorgeous Meditation. Từ lúc ấy, Thủy Thủ Sao Thủy sử dụng Đàn Hạc mọi lúc.
Trong Anime, cũng như mọi vật dụng Siêu tuyệt kỹ, chiếc Đàn Hạc không phải là một vật dụng mang tính vật lý. Tuy nhiên, nó là vật biểu tượng xuất hiện ngay đầu và đoạn kết thúc của chuyển hóa: "Mercury Crystal Power, Make Up!", hoặc đoạn đầu của tuyệt kỹ tối thượng. Khi thi triển đòn, cô triệu hồi một chiếc đàn hạc nước, nhìn tương tự như chiếc Đàn Hạc trong Manga.
- Chú thích thêm:

- Chiếc Đàn Hạc có một nền tảng trong thần thoại. Dựa theo thần thoại cổ, chiếc đàn Lia (gần giống Đàn Hạc) được phát minh như một lời nhắn gửi từ Chúa Trời, thần Hermes (hay còn gọi là Mercury). Trong hang sâu, Hermes thấy một con ba ba và thần đã giết chết nó, bỏ hết thịt chỉ giữ lại mai của nó rồi cùng với ruột của một con bò, thần làm nên cây đàn lia đầu tiên. Apollo đến gặp Maia và than phiền rằng Hermes đã lấy cắp bò của thần nhưng Hermes đã nhanh chóng chui vào chăn trở lại nên Maia không tin lời Apollo. Cuối cùng, Zeus phải can thiệp, thần khẳng định những gì mình đã chứng kiến và đứng về phía Apollo. Khi đó, Hermes bắt đầu chơi cây đàn lia. Là một vị thần của âm nhạc, Apollo lập tức thích ngay nhạc cụ này và đề nghị đổi những con bò đã bị đánh cắp với cây đàn. Vì thế, Apollo trở thành một bậc thầy về đàn lia, và đồng thời, nó trở thành một trong các biểu tượng của Thần.
- Chiếc Đàn Hạc là một trong vài vật dụng phép thuật trong series, thể hiện được tri giác và sự hiểu biết của nó.
- Đôi cánh của chiếc Đàn Hạc có thể liên quan đến thần thoại về Mercury, người mang đôi giày có cánh, cho phép thần đi dạo nhanh hơn các thần khác.

### Mũi tên Sao Hỏa
Mũi tên Sao Hỏa (Mars arrow) là một trang bị quan trọng nhất của Thủy thủ Sao Hỏa, được cô sử dụng trong suốt các phần SuperS (Anime), Dream & Stars (Manga). Với mũi tên này, cô có thể khai triển đòn tấn công tối hậu: Mars Flame Sniper.

Thủy thủ Sao Hỏa tấn công bằng mũi tên (hình ảnh trong Anime 90s)

Trong Manga, Mũi tên Sao Hỏa xuất hiện ở những tình tiết đầu phần 4. Rei và những chiến binh khác đi đến một rạp xiếc, nơi mà thực ra là căn cứ ngầm của Nhóm Dead Moon Circus. Rei đi tách ra khỏi nhóm và bước vào ngôi nhà gương nơi Mắt Hổ đã bẫy cô vào một cơn ác mộng. Mặc dù Rei đã rất tỉnh táo và sử dụng bùa trừ tà khai triển đòn tấn công Akuryo Taisan để tạm thời thoát khỏi những ảo giác song cô không thể biến thân thành Thủy Thủ Sao Hỏa. Sau đó cô nhanh chóng rơi vào trạng thái vô thức. Lúc bấy giờ, Phobos và Deimos (2 nữ hộ vệ của Rei ở kiếp trước, sống trong hình hài chim quạ ở kiếp này và được Rei nuôi tại đền Hikawa) lao vào nhà gương tấn công Mắt Hổ, đưa cho Rei "Pha lê sao Hỏa" và nói với cô về những gì đang xảy ra với các đồng đội ở bên ngoài. Rei nhanh chóng biến thân thành Siêu Thủy Thủ Sao Hỏa.
Mũi tên sao Hỏa xuất hiện ngay sau khi Rei biến thân. Cô sử dụng nó để khai triển tuyệt chiêu Mars Flame Sniper ngay sau đó, giết chết mắt hổ và xóa sạch tất cả những phù phép của nhóm Dead Moon Circus. Thủy Thủ Sao Hỏa tiếp tục sử dụng tuyệt chiêu này trong suốt phần 4 và phần 5 của bộ truyện.
Trong Anime, giống như mọi vũ khí của nhóm chiến binh hộ vệ công chúa. Mũi tên Sao Hỏa không phải là một vũ khí hữu hình. Tuy nhiên biểu tượng của nó luôn xuất hiện trước và sau khi Rei biến thân thành Thủy Thủ Sao Hỏa, biểu tượng cũng xuất hiện trước khi Rei khai triển đòn tấn công Mars Flame Sinper bằng bộ cung tên hình thành từ lửa.
- Chú thích thêm:

- Trong thần thoại cổ. Mũi tên Sao Hỏa là một vũ khí được sử dụng bởi thần chiến tranh Ares/Mars. Ngoài ra, những người con của thần là Eros/Cupid, và cả nữ thần tình yêu Aphrodite/Venus cũng sử dụng cung tên.
- Trong văn hóa Nhật Bản, các miko được biết đến với kỹ năng bắn cung điêu luyện, họ còn có thể trừ tà bằng kỹ năng này (Giống nhân vật Kikyou trong Inuyasha). Tuyệt kỹ Mars Flame Sniper sử dụng cung tên làm vũ khí có vẻ rất phù hợp với Rei, người đồng thời cũng là một miko.
- Trong Manga, Mũi tên Sao Hỏa được hình thành từ dòng lửa do Rei tạo ra và được cột thêm những thẻ bùa trừ yêu ở thân.
- Không giống như đàn hạc của Ami, không có tình tiết Mũi tên sao Hỏa nói chuyện với chủ nhân của nó, song có thể giả định rằng nó cũng là một vũ khí có tri giác.

### Vòng nguyệt quế lá sồi

Vòng nguyệt quế lá sồi của Thủy thủ Sao Mộc (hình ảnh trong Manga)

Xuyên suốt Dream Arc, Vòng Nguyệt Quế Lá Sồi (Leaves Of Oak) là vũ khí được người bảo hộ sao Mộc trao cho Super Sailor Jupiter để cô có thể triển khai chiêu thức "Jupiter Oak Evolution (Lá Sồi Phi Kích)".
Cũng giống như các loại vũ khí mới của các Thủy thủ khác, Vòng Nguyệt Quế Lá Sồi cũng có ý chí riêng và có thể giao tiếp với Jupiter. Vũ khí này chỉ xuất hiện trong Manga. Còn trong Anime, Super Sailor Jupiter sử dụng chiếc ăng-ten trên vương miện của mình tạo ra năng lượng điện để thực hiện chiêu thức Jupiter Oak Evolution.
Chiêu thức tấn công này được sử dụng lần đầu tiên ở Act 42 trong Manga, Jupiter đã dùng nó để tiêu diệt Mắt ưng. Khi thi triển chiêu thức, những chiếc lá sồi được nạp đầy năng lượng và tạo thành một cột xoắn xoay quanh cô trước khi được bắn về phía mục tiêu.
Trong Anime, nó xuất hiện ở Episode 154, Jupiter dùng nó để chống lại Jara Jara Jou. Vòng hoa xuất hiện ở đầu của đòn tấn công là biểu tượng của vị thần Hy Lạp, Zeus, hay vị thần La Mã, Jupiter. Để thi triển chiêu thức, cô tự xoay vòng và bắn những chiếc lá sồi nạp đầy năng lượng về phía mục tiêu.
- Chú thích thêm':

– Trong bản lồng tiếng Anh, Sailor Jupiter sẽ đôi khi nói "Jupiter Power" hoặc "Sailor Jupiter" trước khi thực hiện cuộc tấn công của mình.
– Không giống như những chiêu thức trước đây của Jupiter đều có liên quan đến điện hay sấm chớp để phù hợp với hình tượng biểu trưng Thần Sấm của La Mã. Jupiter Oak Evolution dường như là một đòn tấn công hệ mộc.
– Có nhiều tài liệu có kể về những mối gắn kết linh thiêng giữa cây sồi và Jupiter, đây cũng là một trong những hình tượng đại diện cho vị thần này. Như thế nó cũng rất phù hợp, bởi trong từ Sao Mộc, người Nhật viết nó có từ "木" (cây)
– Ở Cộng hòa Roman, vòng hoa lá sồi còn được gọi với tên khác là vương miện công dân.

## Những phụ kiện khác

### Thiết bị liên lạc
Thiết bị liên lạc (communicator) là thiết bị đặc biệt giúp cho các chiến binh có thể liên lạc được với nhau. Trang bị này có cả thảy 3 phiên bản khác nhau trong Manga, Anime và Live Action PGSM.
Trong Manga, thiết bị này có hình dạng mặt đồng hồ, các Thủy thủ đeo nó trên tay và có thể trò chuyện với nhau. Có hai bộ trong cả series. Bộ đầu tiên xuất hiện ở Act. 3 của Vol.1 nhận trực tiếp tại Sailor V Game. Bộ thứ hai các Thủy thủ nhận được sau khi Chibiusa xuất hiện.
Trong Anime 90s, thiết bị này khá nhỏ, phẳng và có hình dạng giống như chiếc máy tính, nó cũng được dùng để các chiến binh liên lạc với nhau ở suốt mùa đầu tiên. Nó xuất hiện lần đầu ở Ep.17. Ở phần R, trong tập 62, các Thủy thủ đã nhận được thiết bị liên lạc mới có tên là Wristwatch Communicator (腕時計型通信機) cùng với Star Power Stick của mình. Những thiết bị này cũng có hình dáng mặt đồng hồ như trong Sailor Moon Crystal. Ở phần S, Sailor Uranus và Sailor Neptune cũng có một loại thiết bị liên lạc tương tự như vậy.
Trong bản Live Action PGSM, các Thủy thủ sử dụng các chiếc điện thoại di động như một loại thiết bị liên lạc. Nó được gọi là "Teletia S", xuất hiện lần đầu tiên ở ngay Act 1. Các Thủy thủ cũng có thể dùng những chiếc điện thoại này để cải trang. Chỉ cần chụp hình của bất cứ ai, các chiến binh đều có thể giả dạng y hệt thành người đó. Những tấm hình chụp được có thể được sử dụng ngay lúc đó hoặc sau này.
- Chú thích thêm:

- Trong Manga, các Thủy thủ đã sử dụng những thiết bị liên lạc này như một loại đồng hồ bỏ túi.
- Trong Anime 90s, Luna đã đưa những thiết bị này cho Usagi, Ami, Rei và Makoto. Trong các tập 41 và 57, chúng ta thấy Minako cũng sử dụng thiết bị giống như các đồng đội, tuy nhiên không biết được cô nhận nó từ Luna hay Artemis.
- Ami thường sử dụng siêu máy tính của cô như một thiết bị liên lạc.
- Trong Tập 28 (Anime 90's), khi Usagi liên lạc với mọi người, Luna cũng có thể nghe thấy được. Có thể cô có một thiết bị liên lạc riêng nào khác bởi vì khi đó Luna không ở cùng với Rei, Ami hay Makoto. Cô đang trong phòng của Usagi.
- Chiếc Wristwatch Communicator của nhóm Usagi không có tên chính thức trong series. Trong Tập 62 cũng như trong Sailor Moon R Nakayoshi Anime Album, chúng chỉ được gọi là "Communicators". Sau đó, các nguồn trên mạng đã đặt tên cho thiết bị là Wristwatch Communicator (腕時計型[の]通信機).
- Nguồn gốc thiết bị liên lạc không rõ tên của Haruka và Michiru không được nhắc tới trong series. Các thiết bị này có thể là một phát minh của riêng họ.
- Nắp đậy chiếc Wristwatch Communicator của Usagi thường có màu hồng, đôi khi lại là màu đỏ.

### Kính mắt Sao Thủy

Chiếc mắt kính của Thủy thủ Sao Thủy (hình ảnh trong phiên bản Anime 90s)

Kính mắt Sao Thủy (Mercury Goggle) còn được gọi là Virtual Reality Visor hay VR Visor là một tấm kính che mắt màu xanh trong suốt thỉnh thoảng được đeo bởi Sailor Mercury trong Anime, Manga, và Musical.
Thủy thủ sao Thủy có thể làm cho chiếc kính xuất hiện hoặc biến mất bằng cách chạm vào bông tai bên phải của mình. Còn trong tập 34 và 170 thì Mercury chạm vào bông tai trái. Mercury sử dụng thiết bị này để quét dữ liệu và phân tích đối thủ, các hiện tượng trong trận chiến, cũng như thực hiện các phép tính.
Mercury Goggle được sử dụng như một công cụ đắc lực khi kết hợp với Super Computer của Sailor Mercury.
Mặc dù nguồn gốc của Mercury Goggle không bao giờ được giải thích trong Anime và Manga nhưng chức năng của nó đã được giải thích trong phần ghi chú của Naoko Takeuchi trong Materials Collection Artbook.
Trong tập 13 của Anime 90s, Mercury Google hiển thị dòng chữ "Arrest Mode" ở góc của màn hình. Đây là một tài liệu liên quan đến bộ phim RoboCop tương tự được hiển thị trên chiếc Super Computer của mình.
Đây là một trong số ít những items được sử dụng trong toàn bộ series.
Trong Sailor Moon R The Movie, tất cả các văn bản hiển thị trên màn hình của Mercury Goggle là Tiếng Đức.

### Siêu máy tính

Siêu máy tính của Thủy thủ Sao Thủy (hình ảnh trong phiên bản Anime 90s)

Siêu Máy Tính là vật dụng được Sailor Mercury sử dụng trong cả Manga và Anime. Tuy nhiên, nó lại có vai trò to lớn hơn về sau này. Siêu máy tính được Luna trao tặng cho Ami, nhằm phục vụ cho kỹ năng phân tích và trí thông minh siêu việt vốn có của cô.
Khi sử dụng Siêu máy tính, Mercury có thể phân tích môi trường xung quanh cô, giải quyết các vấn đề rất phức tạp về khoa học/toán học, truy tìm nhược điểm của kẻ thù, và phân tích dữ liệu rất gọn lẹ.
Chiếc siêu máy tính chỉ được xuất hiện khá vắn tắt trong phần Manga, nhưng đến phần Anime, Mercury đã sử dụng nó rất nhiều. Đặc biệt nổi bật nhất là vào phần đầu tiên, trước khi nó chỉ được sử dụng bình thường sau này, mặc dù cũng được xuất hiện vài lần trong mỗi phần sau.
Cũng không như hầu như các vật dụng của các chiến binh khác, Ami giữ nó như vật dụng riêng biệt và có thể sử dụng nó khi ở hình dáng người thường. Vì kích cỡ gọn gàng của nó, nên khá an toàn khi Ami mang nó bên mình mọi lúc.
- Chú thích thêm':

- Luna gọi sản phẩm này là "Ultra Compact Supercomputer (超小型スーパーコンピューター)" trong Tập 9.
- Đây là một trong số ít những items được sử dụng trong toàn bộ series.
- Chiếc siêu máy tính rất thú vị, bởi vì không giống hầu hết các vật dụng được sở hữu bởi các chiến binh, nó được dựa trên nền kỹ thuật hơn là pháp thuật. Mặc nhiên, dù chí ít nó cũng thiên về phía pháp thuật, vì Ami được trao tặng bởi Luna (vì Luna vốn trao toàn đồ phép thuật, ví dụ như bút biến hình, gậy mặt trăng), nhưng chức năng của nó lại không khác các loại máy tính thường.
- Trong Anime 90s, chiếc siêu máy tính chứa đựng nội dung có liên quan đến RoboCop (một bộ phim rất nổi tiếng). Màn hình hiển thị 03 mục tiêu tối ưu được chương trình hóa bởi Sĩ quan Murphy (xem series phim RoboCop để hiểu thêm).
- Chiếc siêu máy tính thường được kết nối chiếc gương đeo của Mercury. Sử dụng chiếc gương đeo ấy, cho phép Mercury xâm nhập và phân tích sâu hơn môi trường xung quanh.
- 05 nút bấm màu sắc trên chiếc máy, tương ứng với 05 chiến binh cận vệ: Lục (Jupiter), Cam (Venus), Hồng (Moon), Đỏ (Mars), và Lam (Mercury)

### Đôi bông tai hoa hồng

Bông tai hoa hồng của Thủy thủ Sao Mộc (hình ảnh trong Sailor Moon Crystal)

Đôi bông tai hoa hồng (Makoto's rose earrings) là đồ vật được Makoto Kino đeo trong suốt toàn bộ series trong cả Manga và Anime khi làm người thường lẫn chiến binh thủy thủ. Đôi bông tai có hình dạng của bông hoa hồng.
Trong Act.5 của Manga, sau khi Makoto cứu Usagi khỏi một chiếc xe ô tô, Usagi đã nói rằng đôi bông tai có mùi nước hoa thơm phức.
Trong Tập 25 của Anime 90s, Makoto lần đầu tiên sử dụng chiếc bông tai tấn công Zoisite để ngăn cản hắn khi đang cố lấy cắp viên pha lê cầu vồng từ Crane Game Joe. Trong Tập 171 của Anime 90s, Usagi đã thoát ra khỏi cơn ác mộng của cô do Nehellenia tạo ra khi cô nhìn thấy bông tai của Makoto.
Nhiều fan cho rằng, Makoto đeo đôi bông tai bằng cách kẹp chúng vào tai để có thể dễ dàng lấy ra, tuy nhiên trong Tập 25, Usagi nhắc đến chúng như một đôi bông tai xỏ lỗ.
Đôi bông tai xuất hiện mở đầu trong đòn tấn công "Sparkling Wide Pressure" của Anime 90s và "Flower Hurricane" trong Sailor Moon Crystal.

### The Star Locket
The Orgel (còn được biết đến với tên là The Star Locket) là đồ vật đóng một vai trò rất quan trọng trong Arc.1 – Dark Kingdom của Sailor Moon. Có một sự khác biệt khá lớn về nguồn gốc, hình dáng và cả chức năng của nó ở Manga và Anime.
Trong Manga, Locket là chiếc đồng hồ bỏ túi của Chiba Mamoru. Sau một trận đánh, anh chàng đã đánh rơi trong lòng Sailor Moon và cô nàng đã giữ nó. Sau đó, cô đã tìm kiếm cơ hội để trả lại anh, và nó trở thành món quà đầu tiền Mamoru tặng cho Usagi. Ở Arc.1, chiếc Locket dường như là sự thể hiện rõ ràng nhất cho tình trạng của Mamoru. Anh bình yên thì nó hoạt động bình thường và ngược lại, khi nó bị hỏng cũng là lúc anh gặp tai nạn. Trong trận chiến cuối cùng với Queen Metallia, Usagi đã cố gắng sửa chữa và cuối cùng nó cũng đã hoạt động trở lại. Tuy nhiên, sau phần này thì nó không xuất hiện nữa.
Trong Anime, Locket là chiếc hộp âm nhạc hình sao màu vàng. Lúc ở Thiên Niên Kỷ Bạc, Công Chúa Mặt Trăng Serenity đã tặng nó cho hoàng tử Địa Cầu Endymion. Endymion tái sinh thành Chiba Mamoru, anh chàng vẫn giữ chiếc hộp âm nhạc này. Trong một lần chiến đấu với hình dạng Tuxedo Mặt Nạ, anh chàng vô ý làm rơi và Sailor Moon đã tìm thấy nó, cũng như trong Manga, Mamoru tặng món quà này cho Usagi. Usagi rất trân trọng chiếc hộp âm nhạc, đặc biệt là sau khi Mamoru bị Dark Kingdom bắt cóc và tẩy não, có giai đoạn cô đã nghe suốt bản nhạc phát ra từ the Orgel và nghĩ về người yêu.
The Orgel giữ một vai trò quan trong trong Arc.1. Tại điểm D, sau trận chiến với các DD Girls, tất cả đồng đội đều hi sinh, chỉ còn mỗi Sailor Moon tiến vào sào huyệt Dark Kingdom. Ở đây, cô gặp lại Endymion đã bị điều khiển và anh ta liên tục tấn công cô. Dù bị thương rất nặng nhưng Sailor Moon vẫn giữ chiếc hộp âm nhạc và mong muốn lấy lại trí nhớ cho người yêu. Sau khi chạm vào Orgel, tất cả kí ức về Usagi/Serenity tràn về và điều ấy cũng đã xóa đi sức mạnh hắc ám đang điều khiển anh. Không còn thấy Orgel kể từ sau trận chiến với Queen Metallia, có thể nó đã bị phá vỡ hoặc lạc mất.
- Chú thích thêm:

– Ở một số nước thuộc nhóm ngôn ngữ German (gồm tiếng Đức, Thụy Điển, Hà Lan), "Orgel" của nghĩa là "Organ" (đàn organ). Ở Nhật, từ "Orgel" (オルゴール Orugōru) nghĩa là "hộp âm nhạc".
– Chiếc Orgel chơi bản nhạc nền "Moonlight Densetsu".
– Phiên bản đồ chơi của The Orgel đã được bán ở những năm đầu thập niên 90. Ngày nay nó đã thuộc dạng hiếm và có giá cao ngất. Đây cũng là sản phẩm đồ chơi được săn lùng nhiều nhất của Sailor Moon, giống như những gậy biến thân của nhóm Outer Senshi.
– Vẫn chưa biết được The Orgel có phải là một đồ vật có phép màu hay không. Trong manga, thì dường như nó chỉ là một chiếc đồng hồ bỏ túi bình thường. Tuy nhiên, trong anime 90s, dường như nó có sức mạnh (khả năng chữa lành việc Mamoru bị tẩy não). Cũng không có gì đáng ngạc nhiên nếu như The Orgel có phép thuật khi nó là một đồ vật có nguồn gốc từ Moon Kingdom.

### Pha lê ảo ảnh Bạc
Pha Lê Bạc (幻の銀水晶, Maboroshi no Ginzuishou hay còn được dịch với tên Pha Lê Ảo Ảnh Bạc) là một vật thể được kết tinh ở dạng pha lê có chứa đựng bên trong một sức mạnh to lớn vô song.
Trong bản lồng tiếng Anh đầu tiên, nó được gọi với cái tên The Imperium Silver Crystal. Trong bản Manga và Anime Sailor Moon Crystal, nó được nhắc đến với tên gọi The Legendary Silver Crystal.
Pha Lê Bạc ẩn chứa bên trong một sức mạnh vĩ đại, và có thể được xem là một trong những vật thể phép thuật mạnh nhất trong vũ trụ. Nó dựa vào năng lượng sống và sự khao khát xuất phát từ trái tim để phát huy sức mạnh, chẳng hạn như nó có thể làm sống lại toàn bộ thế giới và các cư dân từ đống đổ nát. Tuy nhiên để có thể đạt đến giới hạn này, người sử dụng nó phải chịu một sức ép to lớn, có khi phải đánh đổi bằng cả sinh mạng. Trên thực tế, chỉ có người của Moon Kingdom mới có khả năng sử dụng nó. Nó là nguồn sức mạnh để Queen Serenity trị vị vương quốc của bà trong suốt thời kì Thiên Niên Kỷ Bạc. Sau đó, Usagi Tsukino và Chibiusa được kế thừa viên pha lê này và có những hình dạng khác. Ánh sáng phát ra từ nó vô cùng rực rỡ và thường có màu hồng, tím đỏ hoặc đỏ tươi. Vì một lí do nào đó, năng lượng phát ra từ Pha Lê Bạc lại không có màu bạc như tên gọi và hình dạng của nó.
Ban đầu Pha Lê Bạc thuộc về Queen Serenity, nữ hoàng của Moon Kingdom. Bà dùng nó để bảo vệ Mặt Trăng và Trái Đất, cũng như việc mang lại một cuộc sống trường thọ cho cư dân của bà. Khi vương quốc Mặt Trăng bị Queen Beryl tàn phá dưới sự ảnh hưởng của Queen Metalia, đồng thời với việc con gái của bà, Princess Serenity bị giết cùng các chiến binh hộ vệ và hoàng tử Địa Cầu, Queen Serenity đã sử dụng quyền năng của Pha Lê Bạc để phong ấn kẻ thù, cũng như gửi con gái, hoàng tử và các chiến binh thủy thủ khác đến Trái Đất để tái sinh lại và bắt đầu một cuộc sống mới với hi vọng hạnh phúc và hòa bình trong tương lai. Do bởi sử dụng quá nhiều sức mạnh từ Pha Lê Bạc nên Queen Serenity đã chết.
Ngoài ra, cũng có xuất hiện nhiều tinh thể pháp thuật khác có sức mạnh cạnh tranh với Pha Lê Bạc trong Sailor Moon, chẳng hạn như viên Pha Lê Đen trong phần hai, hay viên Tinh Chủng Vàng của Sailor Galaxia của phần Sailor Moon Sailor Stars.
- Chú thích thêm:

– Giống như nhiều đồ vật ma thuật khác, viên Pha Lê Bạc cũng có thể được dùng cho mục đích tốt hoặc xấu tùy và người đang giữ nó.
– Trong Anime 90s phần Sailor Moon Sailor Stars, Pha Lê Bạc chính là sức mạnh, là tinh chủng của Eternal Sailor Moon.
– Viên Pha Lê Vàng của Trái Đất cũng có sức mạnh tương đương như viên Pha Lê Bạc của Mặt Trăng. Nó được Mamoru sở hữu như trong manga, và được Helios trông giữ như trong bản Anime 90s.

### Luna-P

Luna-P (hình ảnh trong Sailor Moon Crystal)

Luna-P là một thiết bị được sử dụng bởi Chibiusa, được đưa cho cô bởi Thủy thủ Sao Diêm Vương. Đó là người bạn thân thiết của cô và nó có một sự tương đồng mạnh mẽ với Luna. Trong cả hai phiên bản manga và anime, Luna-P dường như có một chút tự nhận thức; Nó đi theo Chibiusa và bảo vệ cô. Cô cũng có thể sử dụng Luna P để liên lạc với Thủy thủ khác. Luna-P xuất hiện trong tập 60 trong Anime 90s.
Chibiusa đã sử dụng Luna-P với nhiều mệnh lệnh khác nhau. Trong manga, Chibiusa đã sử dụng Abracadabra Pon, một cụm từ được Pluto dạy cho cô, bất cứ khi nào cô cảm thấy buồn. Cô cũng biến Luna-P (trong cả manga và anime) thành một chiếc ô để thôi miên gia đình của Usagi nghĩ rằng cô là em họ của họ. Trong anime, Chibiusa đã sử dụng Luna P Henge (khi cô ở hình dạng bình thường hoặc Thủy thủ) để biến Luna-P thành một đối tượng mà cô mong muốn. Cô ấy cũng đã sử dụng Luna-P để tạo ra một món quà cho Ami khi cô ấy chuẩn bị đi du học ở Đức. Cô cũng sử dụng các đòn tấn công - Luna P Shouka (trong anime) và Luna P Attack (trong hai trò chơi video).
Phản ứng của Black Lady đối với Luna-P khác nhau giữa anime 90s và manga. Trong anime, Black Lady đã xem thiết bị này như người bạn thực sự duy nhất của mình và sử dụng nó để tấn công các Thủy thủ. Tuy nhiên, trong manga và Crystal, Black Lady đã đập nó đi, gọi nó là một món đồ chơi ngu ngốc và trẻ con. Trong Act 28 của manga và Crystal, Luna-P hóa thân thành Pink Moon Rod khi Chibiusa mong muốn có sức mạnh để giúp đỡ bạn bè của mình.
Trong vở nhạc kịch "Pretty Soldier Sailor Moon S ~ Usagi - Con đường trở thành chiến binh của tình yêu", Luna-P được miêu tả bằng một quả bóng bay chứa đầy khí heli, và được gọi là Bóng Luna-P.
Trong trò chơi video Sailor Moon: Another Story, Luna-P được sử dụng làm điểm lưu và có thể được tìm thấy ở những nơi ngẫu nhiên trong suốt trò chơi.
- Chú thích thêm:

- Theo Album Thủy thủ Mặt trăng R Nakayoshi, Luna-P được tạo ra bởi Thủy thủ Sao Thủy trong tương lai.
- Nó có nhiều cuộc tấn công được tiết lộ trong anime 90s.
- Trong phiên bản tiếng Anh của DiC, nó được gọi là Luna-Bot, nhưng khi Cloverway tiếp quản, nó vẫn giữ nguyên tên ban đầu của mình.

### Chìa khóa không gian - thời gian
Chìa Khóa Không Gian – Thời Gian (The key of Space-time/Time-key) là vật được Chibiusa sử dụng. Nó cho phép cô bé xuyên không thông qua Cổng Không Gian – Thời Gian bằng cách gọi sự giúp đỡ của Người Bảo vệ Thời Gian (Sailor Pluto).
Để sử dụng Chìa khóa thời gian, Chibiusa hô lớn khẩu lệnh "Hỡi người bảo vệ thời gian! Xin hãy xé toạc bầu trời và mở cánh cổng không gian và thời gian. Tôi gọi tên thật của người, vị thần tối cao của thời gian, người trị vị trong thời gian, Chronos! Xin hãy bảo vệ và dẫn lối tôi đến với con đường của ánh sáng".

Chìa khóa không/thời gian (hình ảnh trong Sailor Moon Crystal)

Chìa khóa thời gian có thể định vị được mê cung lập phương, những vùng nguy hiểm thật dễ dàng, nó cũng có thể lập tức đưa người sử dụng đến ngày Cánh Cổng Không Gian – Thời Gian. Việc sử dụng những chiếc chìa khóa này là điều cấm kị. Tuy nhiên, Chibi-Usa chưa bao giờ bị bất kì sự ảnh hưởng nào cho dù cô bé vẫn thường xuyên sử dụng nó để đi lại giữa thế kỉ 20 và 30.
Những chiếc chìa khóa Thời gian này thuộc về Pluto. Cô đeo chúng quanh thắt lưng của mình. Khi Black Moon Clan tấn công Crystal Tokyo, Chibi-Usa đã trộm một chiếc và dùng nó để quay về thế kỷ 20. Sailor Pluto không hề tức giận, mà còn hướng dẫn cô bé cách sử dụng. Trong Manga, Chibi-Usa đeo chiếc chìa khóa trên cổ cùng với viên pha lê bạc của thế kỷ 30. Và cô cùng giữ chìa khóa xuyên suốt trong Manga. Trong Anime thì chìa khóa thời gian cũng có nguồn gốc và công dụng tương tự. Nó là thứ kết nối Chibi-Usa với gia đình. Cô bé thường xuyên giữ chặt lấy món đồ này mỗi khi cảm thấy lo lắng và sợ hãi. Rất nhiều lần suốt phần R, cô bé hay nhớ nhà và sử dụng chìa khóa thời gian để trở về Crystal Tokyo. Mặc dù đã rất thành công khi trở về thế kỷ 20, cô bé lại gặp khó khăn khi làm điều ngược lại. Cứ mỗi lần Chibi-Usa sử dụng chìa khóa để bay về nơi của mình thì như thể sẽ té xuống vào phút cuối cùng, hoặc bóp méo không gian – thời gian khiến cho kẻ thù phát hiện ra cô ngay. Cuối cùng thì cô bé cũng quyết định đặt niềm tin vào các chiến binh thủy thủ, chính điều này đã khiến Chibi-Usa có thêm tự tin và sử dụng thành công lần nữa sức mạnh của chìa khóa thời gian để trở về thế kỷ 30. Kể từ sau EP.82, Chibi-Usa không còn gặp bất cứ rắc rối nào trong việc sử dụng nó nữa.
- Chú thích thêm:

– Trong Anime 90s, chìa khóa thời gian chỉ được biết đến là có một chiếc thôi. Trong Manga, mặc dù Pluto đeo khá nhiều chiếc như thế quanh thắt lưng nhưng cô chỉ đưa Sailor Moon một chiếc trong suốt Black Moon Arc.
– Có vẻ sức mạnh của chìa khóa thời gian này không thực sự tuyệt đối. Cả trong Manga và Anime, sức mạnh này đã bị chặn bởi những nhân vật phản diện (bởi Palla Palla trong phần Dream Arc của manga, bởi Queen Nehellenia trong phần đầu của phần Star.)
– Không xác định được việc bất kì ai đều có thể sử dụng chìa khóa thời gian, hay chỉ có những người có chút phép thuật mới dùng được (chẳng hạn các chiến binh thủy thủ, hay những nhân vật phản diện được thể hiện trong cả series).
– Chìa khóa thời gian chỉ mang người sử dụng đến chỗ Cổng Không gian – Thời gian, nếu muốn đi qua nó cần có sự cho phép của Sailor Pluto.

### Chuông pha lê
Chuông Pha Lê (The Crystal Carillon) được Pegasus trao cho Chibiusa để cô có thể kêu gọi sự giúp đỡ của Pegasus trong các cuộc chiến đấu. Chiến thuật này được gọi tên là "Twinkle Yell – Tiếng Vang Lấp Lánh". Để thực hiện nó, Sailor Chibi Moon rung chuông pha lê và nói "Xin hãy bảo vệ giấc mơ của mọi người, hỡi thần Pegasus". Lúc đó, Pegasus sẽ xuất hiện và trao cho Super Sailor Moon năng lượng để cô khai triển tuyệt chiêu kết liễu "Moon Gorgeous Meditation".

Chuông pha lê (hình ảnh trong phiên bản Anime 90s)

Ở trong Manga, chiếc chuông này rất nhỏ, có thể nằm gọn trong lòng bàn tay và được sử dụng chủ yếu làm công cụ giao tiếp giữa Chibiusa và Pegasus; cô chỉ khai triển "Twinkle Yell" đúng một lần.
Trong Anime 90s, Chuông Pha Lê là vật dụng được nâng cấp từ Gậy Mặt Trăng Hồng / The Pink Moon Stick của Sailor Chibi Moon. Nó lớn hơn phiên bản Manga và được thiết kế, trang trí công phu hơn. Chuông Pha Lê chỉ được sử dụng để gọi thần Pegasus trong chiến đấu. Để gặp gỡ, đối thoại với Pegasus trong đời thường, Chibiusa sử dụng một vật có tên "The Stallion Rêve". Chuông Pha Lê xuất hiện ở hầu hết các tập phim của phần SuperS vì tuyệt chiêu Moon Gorgeous Meditation của Siêu Thủy Thủ Mặt Trăng là chiêu thức kết liễu chính trong phần này.
Mặc dù Chuông Pha Lê không phải là một vũ khí, song nó có thể sử dụng để tấn công (dù không mấy hiệu quả). Trong Episode 157, Mặt Trăng Con sử dụng Chuông Pha Lê để khai triển đòn tấn công rất giống đòn "Pink Sugar Heart Attack" song nó chưa bao giờ được gọi tên.
- Chú thích thêm:

- "Carillon" là từ tiếng Pháp để gọi "chuông giáo đường", trong tiếng Ý, nó được dùng để gọi "hộp âm nhạc". Carillon còn là tên gọi loại nhạc cụ được tạo nên từ nhiều chiếc chuông, dựng trong tháp chuông nhà thờ hoặc tòa thị chính.
- Ở Chapter 12 trong Codename: Sailor V, một mangaka tên Marie đã tạo nên một series hài lãng mạn tên "Aurora Wedding" có cốt truyện liên tưởng đến series Sailor Moon. Trong một phân cảnh, chúng ta có thể nhìn thấy chiếc Chuông Pha Lê của Chibiusa.
- The Crystal Carillon/Chuông Pha Lê làm liên tưởng đến vũ khí The Strawberry Bell của nhân vật Ichigo Momomiya/Mew Ichigo trong manga series: Tokyo Mew Mew.
- Việc Chuông Pha Lê có thể được sử dụng để khai triển đòn tấn công Pink Sugar Heart Attack trong Anime 90s là hoàn toàn hợp lý. Suy cho cùng, ở trong Anime, Chuông Pha Lê là trang bị được nâng cấp từ Gậy Mặt Trăng Hồng (The Pink Moon Stick) nên năng lượng tấn công của nó có thể đã được giữ lại.

### Chén Thánh
Chén Thánh (The Holy Grail) được sử dụng bởi Sailor Moon để biến thân thành Super Sailor Moon với câu khẩu lệnh "Crisis, Make Up".
Trong cả Manga và Anime 90, quyền năng và vai trò của Chén Thánh là như nhau, song vẫn có một chút khác biệt về nguồn gốc giữa hai phiên bản. Chén Thánh được miêu tả lả một vật có sức mạnh to lớn, được săn lùng bởi nhóm Death Busters (Ngôi Sao Tử Thần) và Nhóm Outer Senshi. Tùy thuộc người sử dụng, Chén Thánh có thể phá hủy hoặc bảo vệ thế giới. Nếu được sử dụng bởi một người có mục đích xấu, Chén Thánh có thể mang đến "Sự Im Lặng Vĩnh Viễn" (một tai họa diệt vong thế giới). Nhưng nếu Chén Thánh được sử dụng bởi người có trái tim thuần khiết, thế giới sẽ tránh được tai họa và tiếp tục phát triển.

Chén thánh (hình ảnh trong Sailor Moon Crystal)

Trong Manga, Chén Thánh lần đầu xuất hiện khi Sailor Moon, Tuxedo Mask và Sailor Chibi Moon đồng lòng kết hợp sức mạnh để phá vỡ phép thuật của Cyprine và Pitol đang tác dụng lên các Senshi, khiến họ chiến đấu chống lại nhau. Sau khi tỉnh lại, các Senshi đã cùng nhau truyền sức mạnh vào Chén Thánh, nhờ đó Sailor Moon có thể biến thân thành Super Sailor Moon. Khác với Anime, hình thái Super Sailor Moon chỉ tồn tại trong một thời gian ngắn, ở trong Manga, hình thái Super Sailor Moon vẫn tồn tại chừng nào các Senshi vẫn cùng đồng tâm hiệp lực. Đến cuối Arc 3, Chén Thánh tự nhân bản chính mình và do đó Sailor Chibi Moon cũng có khả năng biến thân thành Super Sailor Chibi Moon. Chén Thánh biến mất (vì không còn khả năng giúp Sailor Moon biến thân thành Super Sailor Moon, do nhóm Outer Senshi chia tay mọi người để nuôi nấng Hotaru, điều này phá vỡ sự cân bằng năng lượng trong Chén Thánh) cho đến phần đỉnh điểm trong Arc 4 thì được nâng cấp thành Holy Moon Chalice (Cúp Thánh Nguyệt – trang bị giúp Usagi biến thân thành Eternal Sailor Moon).
Trong Anime90, Chén Thánh xuất hiện khi tập hợp 3 bảo vật của nhóm Outer Senshi (Space Sword, Deep Aqua Mirror, Garnet Orb & Rod). Việc tập hợp 3 bảo vật này trong Manga lại là hành động thức tỉnh Sailor Saturn – chiến binh hủy diệt). Sailor Moon trở thành chủ nhân của Chén Thánh và sử dụng để biến thân thành Super Sailor Moon song như đã nói ở trên, cô không thể ở trong hình thái Super Sailor Moon quá lâu. Trong Episode 125, Usagi đưa Chén Thánh cho Mistress 9 đề cứu Sailor Uranus và Sailor Neptune cũng như để bảo vệ cơ thể Hotaru đang bị điều khiển bởi Mistress 9. Khi Mistress 9 đưa Chén Thánh cho Pharaoh 90, hắn đã hấp thụ nó, Chén Thánh bị phân hủy và từ đó không bao giờ xuất hiện nữa.
- Chú thích thêm:

- Theo Thiên Chúa Giáo, Chén Thánh là chiếc cốc hoặc chén đựng bữa ăn cuối cùng của Chúa và có năng lượng diệu kỳ. Theo một số tích, Chén Thánh được sử dụng để hứng những giọt máu của Chúa khi người bị đóng đinh. Chén Thánh trong Sailor Moon có vẻ rất giống Chén Thánh trong Thiên Chúa Giáo ở khả năng chữa lành và cứu giúp nếu được sử dụng bởi một người có trái tim thuần khiết.
- Trong bản Anime lồng tiếng Anh, Chén Thánh được gọi tên "Purity Chalice – Chén Thuần Khiết". Ở phiên bản Kodansa Manga, Chén Thánh được gọi tên "Moon Chalice – Chén Mặt Trăng". Ở cả hai trường hợp, tên gọi của trang bị này có lẽ được đổi lại để tránh tranh cãi.
- Người có thể sử dụng quyền năng của Chén Thánh được gọi là Messiah (người sử dụng Chén Thánh với mục đích tốt) hoặc Messiah of Silent (người sử dụng Chén Thánh với mục đích xấu). Theo Thiên Chúa Giáo, Chúa Jesus – chủ nhân đầu tiên của Chén Thánh được biết đến như là "Messiah" với những ai theo đạo Chúa.
- Trong Anime90, trang phục của Sailor Chibi Moon xuất hiện kẹp tóc có cánh sau khi ánh sáng của Chén Thánh chiếu vào cô (tất cả những người khác đều không có biểu hiện này này). Điều này có thể được hiểu rằng Sailor Chibi Moon cũng có khả năng sử dụng Chén Thánh (trong Manga, sau này cô cũng có một Chén Thánh của riêng mình).
- Trong cả Manga và Anime90, Chibiusa có ký ức về một bức ảnh của Chén Thánh trong phòng của mẹ mình (Neo Queen Serenity). Chibiusa đã làm mộ hình Chén Thánh trong lớp học nghệ thuật của mình. Cô đã rất bất ngờ khi Chén Thánh xuất hiện.
- Trong Manga, Sailor Moon biến thân thành Super Sailor Moon bằng cách đưa Chén Thánh lên miệng uống. Tương tự trong Thiên Chúa Giáo, một người cũng phải làm điều tương tự nếu như muốn hấp thụ năng lượng chữa lành của Chén Thánh.

### Pha lê Vàng

Pha lê Vàng (hình ảnh trong manga)

Pha lê Vàng (Golden Crystal) xuất hiện trong cả manga và anime 90s, nhưng có cách sử dụng và nguồn gốc khác nhau.
Trong anime 90s, Pha lê Vàng là một viên pha lê được bảo vệ bởi Helios, là linh mục của Elysion và có chiếc sừng vàng trên đầu. Pha lê được cho là có đủ sức mạnh để phá hủy toàn bộ các hành tinh.
Sức mạnh của Pha lê Vàng đến từ những giấc mơ đẹp của con người, Pha lê Vàng cũng là cách duy nhất để đánh bại Nữ hoàng Nehellenia và thuộc hạ của bà ta.
Trong quá khứ, Pha lê Vàng được giữ trong khu bảo tồn Elysion. Helios tuyên bố rằng viên Pha lê đã có người được chọn, nhưng chỉ những người có giấc mơ đẹp mới có thể là người sử dụng viên Pha lê. Để ngăn chặn thế lực tà ác nắm giữ nó, viên Pha lê sẽ tự bao bọc nó trong ngọn lửa vàng. Để có thể sử dụng sức mạnh của Pha lê Vàng, Nehellenia đã chiếm lấy Gương vàng của những giấc mơ nơi Helios đã ẩn náu dưới hình dạng một con Ngựa thần. Nehellenia sau đó đã sử dụng Pha lê Vàng như một thiết bị khuếch đại để tăng sức mạnh tà ác của bà ta. Bằng cách này, bà ta có thể dễ dàng phá vỡ phong ấn của chiếc gương bà ta bị phong ấn trong đó và đánh bại các Thủy thủ.
Khi Thủy thủ Mặt Trăng và Chibiusa nắm giữ Pha lê Vàng, họ đã kết hợp sức mạnh của mình với sức mạnh giấc mơ của những người trên Trái đất để tiêu diệt Rạp xiếc Dead Moon và phong ấn Nữ hoàng Nehellenia một lần nữa. Viên Pha lê sau đó được trả lại cho Helios, người đã đưa nó trở lại Elysion.
Trong anime 90s, Chiba Mamoru có một mảnh sao màu vàng khiến anh trở thành đại diện của hành tinh Trái Đất, nhưng nó không phải là vật thể tương tự như Pha lê Vàng.
Trong manga, Pha lê Vàng là viên Pha lê gắn liền với hành tinh Trái đất và nằm trong cơ thể của Mamoru giống như Usagi có Pha lê bạc.
Để phá vỡ phong ấn của Pha lê Vàng, Helios đã tìm kiếm "thiếu nữ được chọn", một công chúa chiến binh sở hữu sức mạnh của Pha lê Bạc. Cô gái này sau đó được tiết lộ là Thủy thủ Mặt Trăng. Theo lời của Helios, chỉ có sức mạnh kết hợp của Pha lê bạc và Pha lê Vàng mới có thể đánh bại Dead Moon và cứu lấy hành tinh.
Trong Act 49 của manga, khi Pha lê Bạc của Thủy thủ Mặt Trăng trở nên mạnh hơn, phong ấn của Pha lê Vàng đã bị phá vỡ. Với sức mạnh của nó và sức mạnh Pha lê của các Thủy thủ, Thủy thủ Mặt Trăng biến thành Thủy thủ Mặt Trăng vĩnh cửu và đánh bại Nehellenia, đưa bà ta trở lại gương của mình. Helios sau đó lấy lại Pha lê Vàng, kích hoạt sự biến đổi của Tuxedo và Thủy thủ Mặt Trăng thành King Endymion và Neo-Queen Serenity. Khi mặt trăng được giải thoát khỏi lời nguyền của Nehellenia, Endymion và Neo-Queen Serenity đã lôi bóng tối ra khỏi gương của Nehellenia và đưa nó ra trước ánh sáng của mặt trăng, phá hủy sức mạnh của Dead Moon mãi mãi.
Sự xuất hiện của Pha lê Vàng trong manga cũng tương tự như Pha lê Bạc của Thủy thủ Mặt Trăng: một bông sen Pha lê với một ánh sáng ở trung tâm của nó. Khi Thủy thủ Galaxia phá hủy cơ thể của Mamoru trong Act 50 và lấy Pha lê của anh ấy, Pha lê Vàng được thấy dưới dạng hoa sen, sau đó lõi của nó mở ra và tiết lộ một tinh thể lục giác có hình dạng tương tự như Pha lê Vàng trong anime 90s.

### Cốc Thánh Nguyệt
Cốc Thánh Nguyệt (còn được biết đến là Holy Moon Chalice hoặc Holy Grail) là một vật được dùng với hai mục đích rất khác nhau giữa Anime90 và Manga.
Trong Manga, đây là dạng nâng cấp của Chén Thánh. Sailor Moon, Tuxedo Mask và những Senshi bị giữ trong một trận chiến đầy tuyệt vọng. Queen Nehellenia đã cô lập và đưa mỗi người họ sống trong những cơ ác mộng tồi tệ nhất. Khi Queen Nehellia đánh cắp viên Pha Lê Bạc, tất cả dường như sắp biến mất. Tuy nhiên, tình yêu của Usagi và Mamoru đã phá vỡ lời nguyền độc ác của Nehellia và giải thoát cho tất cả. Usagi và Mamoru cảm thấy một nguồn năng lượng đang dâng trào trong họ, khi đối mặt với Nehellia, cô đã nói rằng sức mạnh nên được sẻ chia, chứ không phải chỉ giữ cho riêng mình, vì nó không phải được tạo ra chỉ dành cho một người.

Cốc Thánh Nguyệt (hình ảnh trong phiên bản Anime 90s)

Sau đó các Thủy thủ biến thành hình dạng công chúa và gửi tất cả sức mạnh của họ cho Sailor Moon. Cô ấy đã dùng tất cả sức mạnh từ bạn bè để biến đổi Chén Thánh thành Cốc Thánh Nguyệt. Khi chuyển từ hình thái Super Sailor Moon thành Eternal Sailormoon, cô đã đồng thời chia sẻ nguồn sức mạnh lớn lao này cho đồng đội, chính vì thế các Senshi cũng được biến đổi thành dạng Eternal. Nehellia bị đánh bại tức thì sau đó và những cơn ác mộng cũng chấm hết. Suốt Arc thứ 5, Usagi dùng The Holy Moon Chalice để biến thân thành Eternal Sailor Moon bằng cách hô khẩu lệnh "Silver Moon Crystal Power. Make up!"
Trong Anime90, nguồn gốc và chức năng của Cốc khác hoàn toàn so với bản gốc. Nó xuất hiện lần đầu ở tập 187 khi Chibi Chibi giành lấy Quyền trượng vĩnh hằng (Eternal Tiare), Chibi Chibi cũng biến thành một chiến binh thủy thủ (Sailor Chibi Chibi Moon) và nâng cấp Tiare, trao cho Eternal Sailor Moon nguồn sức mạnh mới để thi triển đòn tấn công cuối cùng và mạnh nhất của cô, Silver Moon Crystal Power Kiss. Cốc Thánh Nguyệt xuất hiện trong chiêu thức tấn công này, khi đó phần trên và dưới của Cốc biến mất chỉ còn lại phần lõi (khối cầu có gắn những viên đá và đôi cánh). Eternal Sailor Moon dùng phần lõi đó để gắn vào cây Quyền trượng, việc kết hợp đó giúp cô kéo dài Quyền trượng thành một vũ khí mới gọi là Moon Power Tiare. Với hai thứ vũ khí lợi hại này kết hợp lại, Sailor Moon có thể thi triển chiêu thức cuối cùng của mình.
- Chú thích thêm:

– Cái tên "Holy Moon Chalice" được lấy từ tên của món đồ chơi mà Bandai sản xuất vì trong manga thì nó vẫn được gọi là Holy Grail.
– Trong manga thì The Crisis Moon Brooch là trâm cài biến hình cuối cùng mà Usagi dùng; khi biến hóa thành dạng Eternal Sailor Moon thì cô dùng The Holy Moon Chalice (nó chỉ xuất hiện khi Usagi muốn biến thân, không giống như các loại trâm cài biến hình luôn được cô đeo trên bộ đồng phục). Tuy nhiên, trong anime thì Usagi lại dùng The Eternal Moon Article để biến thành dạng Eternal Sailor Moon.
– The Chalice trong phiên bản anime có các viên đá có 5 màu sắc khác nhau, đại diện cho các Inner Senshi. Đếm theo chiều ngược kim đồng hồ, bắt đầu từ Hồng (Moon), Xanh (Mercury), Đỏ (Mars), Xanh Lá (Jupiter) và Cam (Venus).